# История Валуек
История Валу́ек берёт начало с 1599 года (по другим данным — с 1593) и насчитывает более 400 лет. Этот малый российский пограничный город, который сегодня является районным центром муниципального образования в Белгородской области, был основан как крепость Валуйка на Кальмиусском шляхе при впадении реки Валуй в реку Оскол и исполнял оборонительные функции. На территории, которая окружает город, люди обитали уже в эпоху палеолита, а в раннем Средневековье в поймах местных рек проживали представители салтово-маяцкой культуры. В Смутное время город подвергался захвату Лжедмитрием I; его неоднократно грабили крымские татары, а также гетман Яков Острянин во время Смоленской войны. С началом Крестьянской войны 1670—1671 годов город занял сторону правительства. В конце XVII столетия он стал отправной точкой Азовских походов, в связи с чем его посещали Пётр I, Патрик Гордон и другие военачальники того периода.
После ослабления Крымского ханства Валуйки потеряли своё оборонное значение, став к XIX веку одним из типичных уездных городов в составе Воронежской губернии. С началом Первой Русской революции политическая активность в городе возросла. После Октябрьской социалистической революции Валуйки на короткое время стали частью Украинской Державы гетмана Скоропадского, а затем были возвращены в состав РСФСР и подверглись украинизации, которая вскоре была свёрнута. В 30-е годы XX века Валуйский район пережил сильнейший голод. Во Вторую мировую войну город был оккупирован немецкими войсками и в дальнейшем освобождён. В постсоветский период на окраине города построили военную базу.

## Предыстория

### От палеолита к бронзовому веку

Инвентарь из кургана «Кубаева могила» у села Шелаево, катакомбная культура

В начале 80-х годов киевский археолог А. А. Кротова около села Герасимовка на речке Уразовой обнаружила кремнёвые орудия, сделанные по мустьерской технологии, которые подтвердили, что в регионе 30—40 тысяч лет назад (то есть в период среднего палеолита) обитали неандертальцы — люди, предшествовавшие виду Homo sapiens.
В результате археологической разведки 1958 года, проведённой П. И. Борисковским, к северу и югу от Валуек (на территории богатых месторождений мелового кремня) было обнаружено несколько кремнёвых мастерских эпохи позднего палеолита, неолита и бронзового века, которыми пользовались палеолитические обитатели Костёнковских стоянок. Такой вывод был сделан на основании того, что в районе Костёнок не было найдено следов добычи кремня, а мастерские около Валуек являлись наиболее близкими к местам стоянок (расстояние в 140 километров люди той эпохи могли преодолевать без особенного труда). В Валуйском районе регулярно находили кости мамонтов: первая подобная находка произошла в 1939 году в долине реки Валуй, когда школьник из села Насоново обнаружил кость мамонта, которую принёс в школьный музей средней школы № 1. Впоследствии, в 1963 году в том же музее оказался большой бивень мамонта, найденный в слободе Новоездоцкой на глубине 3,25 метра школьным учителем во время рытья колодца.
В 1985 году археолог А. Н. Бессуднов провёл раскопки поселения Колосково-IV, получив значительное количество материалов мезолита. Впоследствии Бессуднов провёл раскопки стоянки Ситнянская Лука, установив, что её обитатели проживали там более 8 тысяч лет назад в летний период, что было характерно для мезолита. Выяснилось, что в заселении означенных территорий прослеживалось не менее трёх этапов: 10800—10300 лет назад началось похолодание, которое привело туда часть сибирского населения; в то же время, около 8,5 тысяч лет назад — в период высокой контрастности летних и зимних температур — среди местного кремнёвого материала начали появляться образцы, характерные для Полесья; затем — примерно 8000 лет назад — имело место значительное потепление, привлёкшее южное население, которое привнесло новации в материальную культуру мезолитических памятников.
На территории Валуйского района существуют курганы катакомбной культуры. Так, у села Шелаево был раскопан курган с довольно богатым для погребения ранней бронзы среднего течения Оскола инвентарём, в частности, среди предметов присутствовали бронзовые нож, стамеска, шило, женские украшения. В ходе раскопок этого кургана, прозванного «Кубаевой могилой», археолог М. И. Карагодин обнаружил комплект инструментов мастера-оружейника бронзового века.
| Археологические памятники местного значения на территории города | Археологические памятники местного значения на территории города | Археологические памятники местного значения на территории города              | Археологические памятники местного значения на территории города |
| Охраняемый объект                                                | Код ОКН                                                          | Расположение                                                                  | Датировка                                                        |
| ---------------------------------------------------------------- | ---------------------------------------------------------------- | ----------------------------------------------------------------------------- | ---------------------------------------------------------------- |
| Селище «Валуйки-I»                                               | 3100000467                                                       | В 300 м к востоку от монастыря                                                | Средний бронзовый век                                            |
| Селище «Валуйки-II»                                              | 3100000468                                                       | В 300 м к востоку от селища «Валуйки-I»                                       | Бронзовый век                                                    |
| Селище «Валуйки-III»                                             | 3100000569                                                       | На южной окраине города, при впадении р. Валуй в р. Оскол                     | Поздний бронзовый век                                            |
| Селище «Валуйки-IV»                                              | 3100000570                                                       | Бывший хутор Пески, у северной окраины хутора, в пойме левого берега р. Оскол | Неолит                                                           |
| Селище «Валуйки-V»                                               | 3100000571                                                       | В черте города, на склоне горы «Шип»                                          | Поздний бронзовый век                                            |
| Курганный могильник «Валуйки-I»                                  | 3100000573                                                       | В черте города, возле бывшей базы «Сельхозснаб»                               | Бронзовый век                                                    |

### Клады в окрестностях города

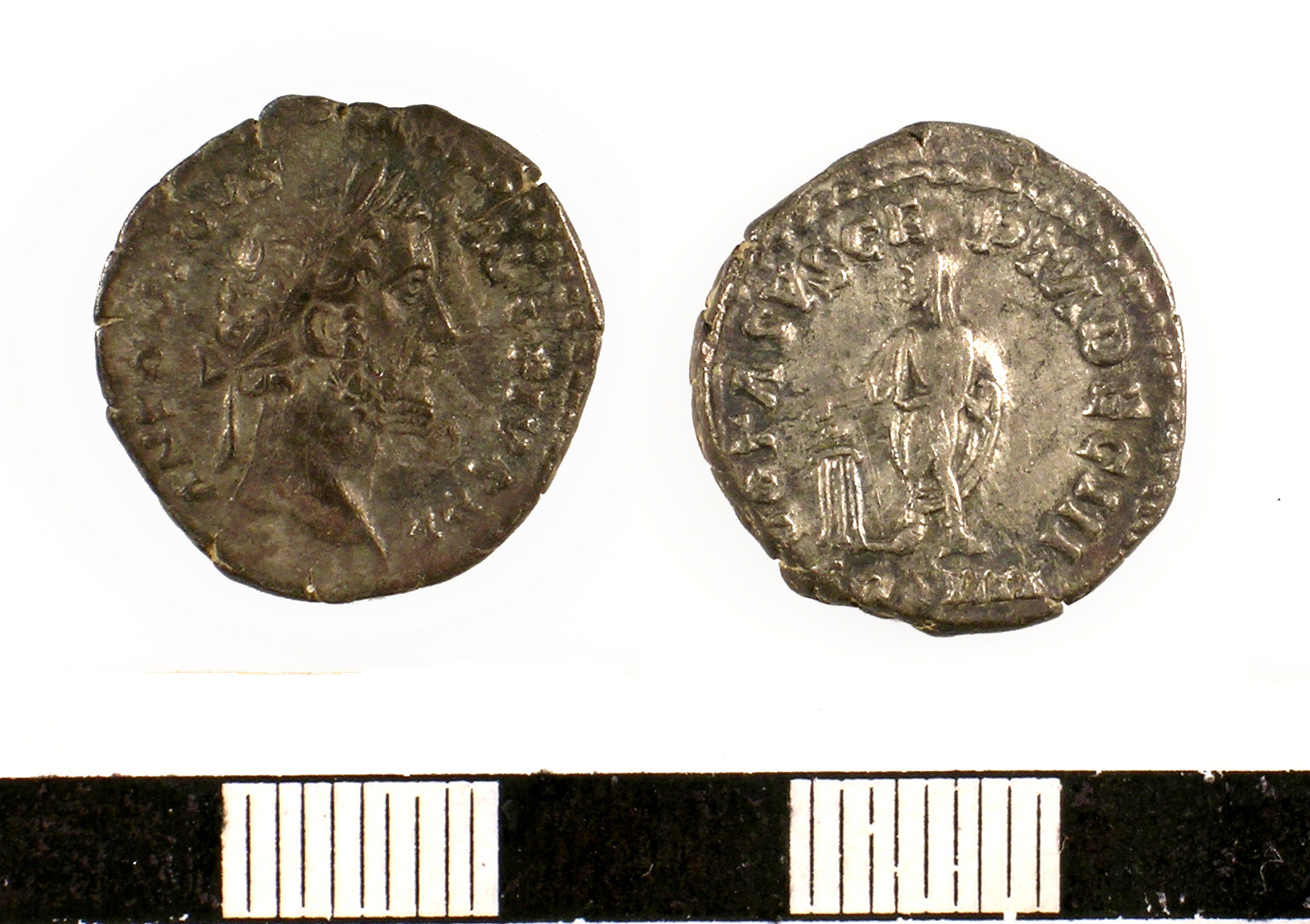
Денарий Антонина Пия

В 1916 году около слободы Старый Хутор Валуйского уезда было найдено несколько десятков римских монет II—III веков нашей эры. 22 денария из этого клада приобрёл местный священник Михаил Погребников. Фотографии 9 денариев хорошей сохранности опубликовали в «Валуйском земском листке». Газета сообщила, что их обнаружили, когда «водою размыло гору и потоком вынесло с песком древние монеты», однако «по водомоине не представилось возможности установить, на какой глубине залегал этот клад». Летом 1928 года у крестьян той же слободы собрали 97 денариев, происходивших из клада, найденного ими в размытом водой овраге. Внимательный осмотр монет показал, что все они относились к эпохе пяти римских императоров из династии Антонинов (Траян, Адриан, Антонин Пий, Марк Аврелий, Коммод). Археолог Владислав Кропоткин предположил, что в составе клада были ещё и денарии Септимия Севера. По-видимому, эти монеты также происходили из клада 1916 года.

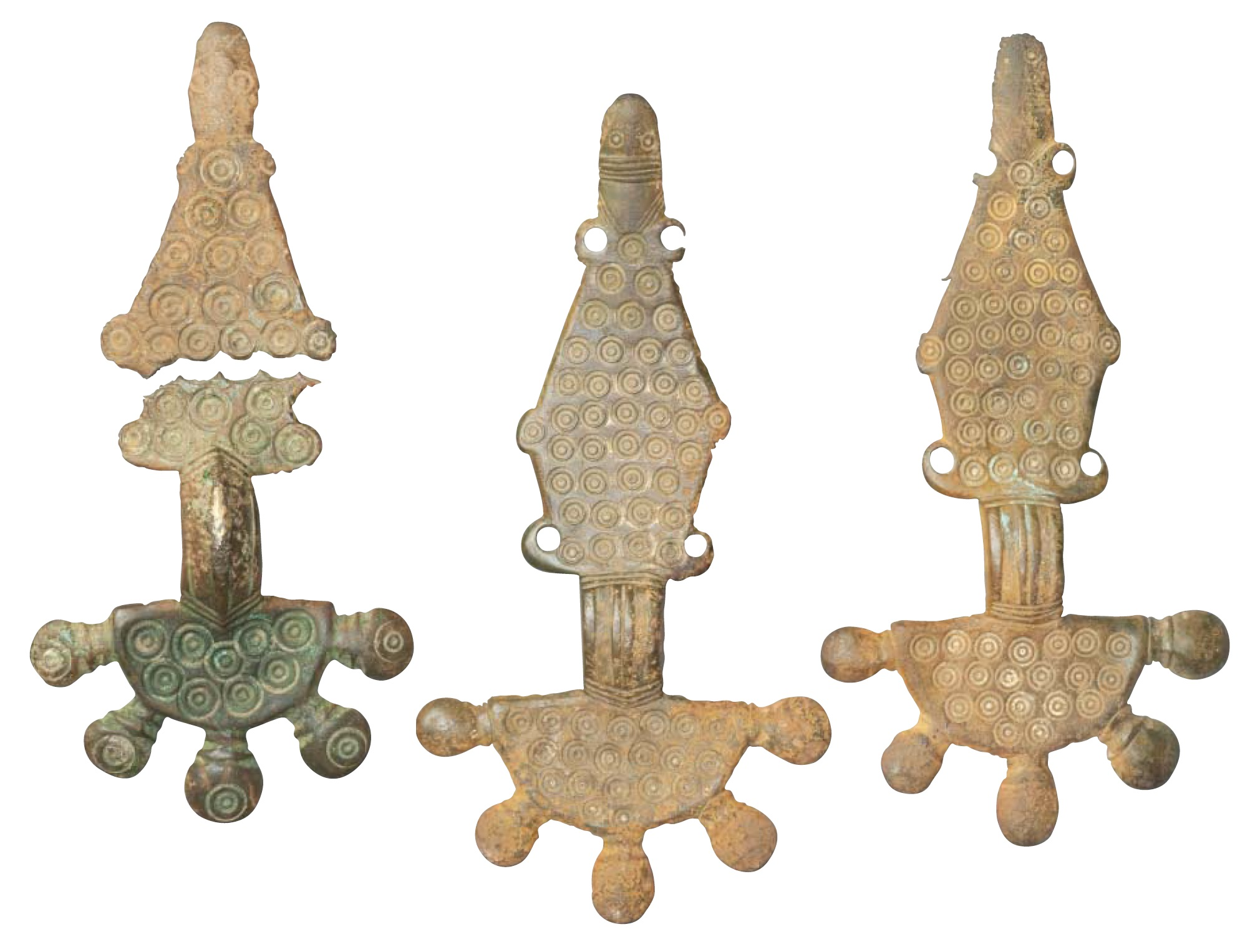
Фибулы из Колосковского клада. ГИМ

В 1895 году на берегу реки Оскол около деревни Колосково крестьянин Иван Яцкин обнаружил хорошо сохранившийся железный шлем. Хотя он выбросил шлем в реку, не поняв значения находки, удалось спасти вещи, хранившиеся внутри шлема. В частности, к вооружению и одежде воина относились два небольших железных наконечника, серебряные пряжка со щитком геральдической формы и бляшка для ремня. Остальные вещи были частью наборов женских украшений, будь то пять фибул, щитки которых украшены циркульным орнаментом, или целые и поломанные бронзовые браслеты. Найденные вещи попали в Государственный исторический музей, где они хранятся до сегодняшнего дня. Занимавшийся этой находкой и аналогичными ей кладами Б. А. Рыбаков отнёс её к числу древнеславянских памятников VI—VII веков в восточном северянском районе. К тому же типу памятников следует отнести и другой клад, обнаруженный на левом берегу реки Оскол около Валуек. В 1905 году, при строительстве фундамента под здание для служащих городского водопровода, рабочие нашли пригоршни мелких бус, четыре медных браслета, проволочные спиральные подвески, бронзовые или медные пластинки, бляшки для украшения пояса. Рабочие, полагая, что вещи были сделаны из драгоценных металлов, поделили их между собой и сплавили в слитки, поэтому к моменту приезда из Харькова археолога Макаренко сохранились лишь три браслета. В 1984 году археолог А. М. Обломский раскопал на первой левобережной террасе реки Оскол, между сёлами Колосково и Хохлово, поселения, которые он датировал I—V веками нашей эры и отнёс к позднезарубинецкой и киевской культурам, тем самым открыв первые археологические памятники славянского происхождения на этой территории.

### Раннее Средневековье
В ходе различных археологических разведок были выявлены следы селищ, отмечены местонахождения керамики и погребения салтово-маяцкой культуры. В 2001—2003 годах археологами обследовался Мандровский ямный могильник, расположенный в 0,8 км к западу от села Мандрово. Было выявлено 49 погребений (из них 17 — детские), 3 захоронения коней, а также 5 находок отдельных сосудов в слое чернозёма, иначе называемых тризнами. Среди предметов могильника доминировала керамика, которая была представлена кухонной и столовой утварью, также были найдены элементы конской упряжи, изготовленные из железа, ножи, серьги, перстень, бляшки, поясная гарнитура и другие предметы. Круговые кухонные горшки, найденные в наибольшем количестве (около 60 % всей глиняной посуды), изготавливались с помощью ручного гончарного круга, что подтверждалось присутствием гончарных клейм на днищах. Подавляющее большинство столовых сосудов были орнаментированы. При этом отличительной чертой керамики раскопанного могильника являлось наличие органической примеси в тесте круговых кухонных горшков. Создание могильника и активную деятельность на нём следует отнести к первой половине IX века. В общем, это типичный могильник салтово-маяцкой культуры. По мнению археологов, занимавшихся раскопками около Мандрово, погребальный обряд и вещевой материал (прежде всего, керамика) этих раннесредневековых грунтовых могильников свидетельствуют об их степном происхождении. Появление памятников данного типа на территории лесостепи может говорить в пользу миграций какой-то части носителей степного варианта салтово-маяцкой культуры в более северные районы. Кроме того известно, что вблизи города, в долине реки Ураева, существовала цепь надпойменных поселений, которая является примером функционирования салтово-маяцкой культуры: их расположение у реки и общие территориальные ресурсы способствовали занятиям аграрным трудом.
В 1999 году на правом берегу реки Оскол между сёлами Лавы и Яблоново на одном из высоких мысов берегового плато археологами было обнаружено городище, раскопки которого не проводились. Оно представляет собой нижнюю и верхнюю площадки, соединённые друг с другом при помощи дороги. Нижняя площадка, защищённая искусственными оборонительными сооружениями (вдоль северо-западного отрезка периметра хорошо выделяются вал высотой 2,4 метра и ров глубиной до 1 метра), перерезана седловиной. Верхняя площадка также выделена оборонительными сооружениями.

## Основание города

### Дискуссия о дате основания
Въ 107 году августа 8 царь Борисъ указалъ поставить городъ Вилуйку на полѣ на Осколѣ усть-рѣки Вілуйки воеводѣ князю Володимеру Васильеву сыну Кольцову Мосальскому да головѣ Судоку Мясному.
По одним данным, город был основан в 1593 году, в царствование Фёдора Иоанновича как город-крепость на Кальмиусском шляхе при впадении реки Валуй в Оскол. Первая крепость исчезла при неизвестных обстоятельствах, которые в работах Л. Б. Вейнберга предположительно связываются с одним из вторжений польской шляхты в последнем десятилетии XVI века. В 1599 году на её месте была сооружена новая крепость. При составлении документов, однако, были возможны разного рода ошибки. «Пискарёвская летопись» показывает, что приказ о строительстве был дан Фёдором Иоанновичем ещё в 1584 году, но вплоть до конца XVI века других упоминаний города не обнаружено. В то же время многие современные источники называют в качестве даты основания 1599 год, поскольку она указана почти во всех разрядных книгах, кроме книг 1559—1604 годов, и в «Строельной книге». В пользу этой версии свидетельствуют также сообщения проповедника Мартина Бера и солдата-наёмника Жака Маржерета, которые писали о возведении по приказу Бориса Годунова Борисограда и Царевагорода, где первое поселение — Царёв-Борисов, а второе возможно интерпретировать как Валуйки. «Новый летописец» называет датой основания Валуек и ещё нескольких приграничных крепостей 1593 год, но этот памятник летописания создавался с целью доказать право Романовых на престол: автору надо было поднять престиж родственного им Фёдора Иоанновича и принизить роль Бориса Годунова, поэтому роль градостроителя отводится последнему правителю из династии Рюриковичей. И всё же эта информация не исключает существования более раннего укреплённого поселения, на месте которого могли возвести в 1599 году крепость, а потому в ряде энциклопедических изданий, будь то словарь Брокгауза и Ефрона или Топонимический словарь, в качестве даты основания приводится 1593 год.

### Строительство крепости

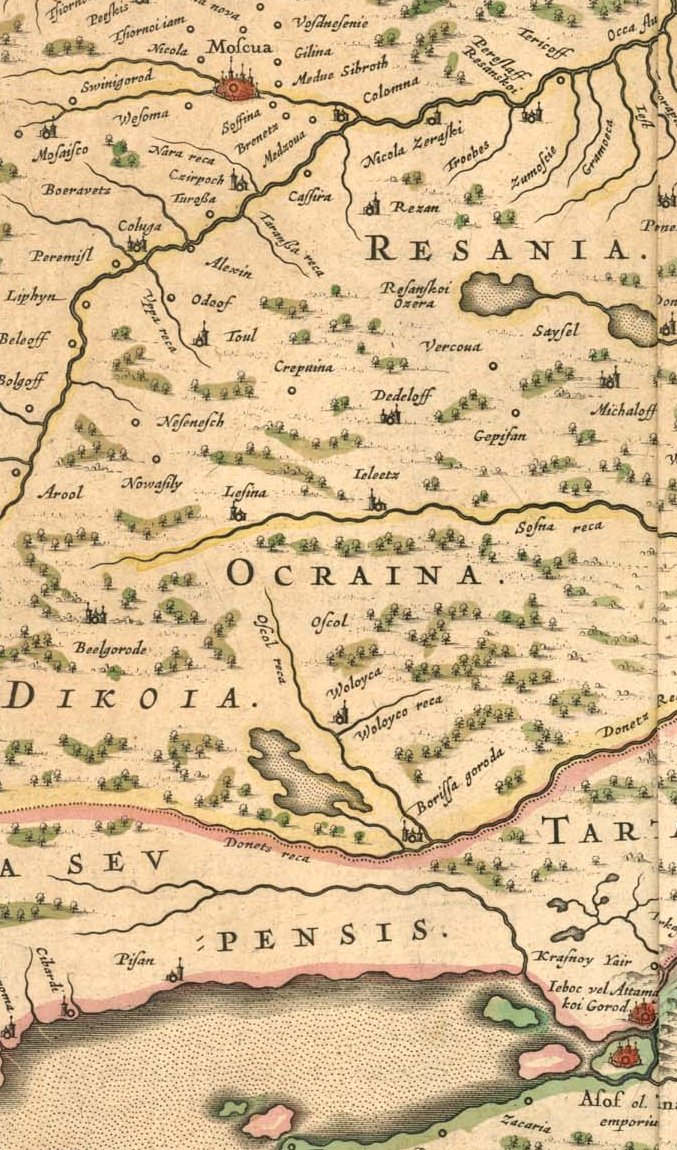
Фрагмент карты Космографии Блау, 1645 год. Город изображён на юге как Woloyca

Из «Строельной книги города Валуек» известно, что для возведения острога к месту будущей крепости были отправлены 522 человека: сто восемьдесят человек из Новосиля, сто пятьдесят два из города Дедилов (сегодняшнее Дедилово), пятьдесят человек из Оскола, ещё пятьдесят из Орла, столько же из «украинных городов», двенадцать пушкарей и двадцать плотников, городовой мастер Якуш Долматов, кузнец и два священника, дьяк, дьячок, пономарь и проскурница. Поскольку набеги татарами чаще всего совершались весной и летом, крепостные стены города было решено строить осенью, а завершить строительство после зимы уже в следующем 1600 году.
Поскольку приказное делопроизводство было уничтожено в московском пожаре 1626 года, а в самом городе, как отмечали воеводы, документы пропали при разорении 1633 года, то о строительстве крепости исследователи знают не так много. Первое описание укреплений относится к 1621 году и даётся в архивном источнике, рассказывающем о смене воеводы. Общий периметр стены был 318 саженей или 686 метров; по углам стены стояли четыре башни; внутрь крепости вели трое ворот; к реке Валую шёл скрытый ход длиной 29 саженей или 62,6 метра, который существовал на случай осады. При осмотре укреплений царские чиновники отметили неудовлетворительное состояние кровли, — всё остальное их устроило. А вот внешним укреплениям, называемым «большим острогом», требовался капитальный ремонт. Длина стены большого острога составляла 994,5 сажени или 2148 метров; в ней были расставлены 11 башен, пять из которых — с воротами. Если в малом остроге размещались разрядная изба, житницы для зерна, хранилища для оружия и военных припасов, а также дворы воеводы, подьячего, головы и атаманов, то в большом остроге находились торговые лавки, дворы служилых людей, бани, кабак. Здесь же располагался вестовой колокол.
В 1599 году с князем Кольцовым-Мосальским и головой Судоком Мясным на место строительства была отправлена церковная утварь. При основании города были возведены два храма: в крепости — соборная церковь Сретения иконы Пречистой Богородицы Владимирской с пределом страстотерпцев Бориса и Глеба и пределом Фёдора Стратилата; за границами крепости в Стрелецкой слободе — церковь Николы Чудотворца. Немного позднее в Казацкой слободе возвели церковь страстотерпца Егорья и церковь святой мученицы Пятницы.

## XVII век: форпост на окраине Русского царства

### 1600—1649 годы
Общую ситуацию, сложившуюся в регионе при Лжедмитрии I, описал итальянский иезуит Антонио Поссевино, который, судя по всему, брал информацию из писем католических священников при польском отряде Лжедмитрия: «Вскоре <…> сдались Димитрию пять других хорошо укреплённых крепостей, вместе с довольно обширными своими областями, а именно: Оскол, Валуйки, Воронеж, Борисовград, Белгород, из них в последней нашли сто пятьдесят штук больших орудий. Начальники всех этих крепостей называются воеводами (палатинами) путивльскими; будучи взяты в плен, они переданы были Димитрию» (итал. Oltre cio cinque altre fortezze molto munite insieme colle terre loro assai grandi spontaneamente si arresero a Demetrio, i nomi delle quali sono Otzkol, Noloica, Noronisz, Borisongrod, Bialogrod, ed in questa ultima erano cento cinquanta pezzi di arteglieria, dalle quali furono condotti prigioni i loro Governatori nominati, Palatini a Putivolo, e dati in potere di Demetrio). Что касается Василия Шуйского, то он, в отличие от упомянутого Лжедмитрия I, не был признан населением окраинных южных городов. В целом, о жизни крепости в Смутное время известно очень мало, поскольку отправка воевод на службу в Валуйки возобновляется только в 1613 году, то есть после воцарения Михаила Фёдоровича.

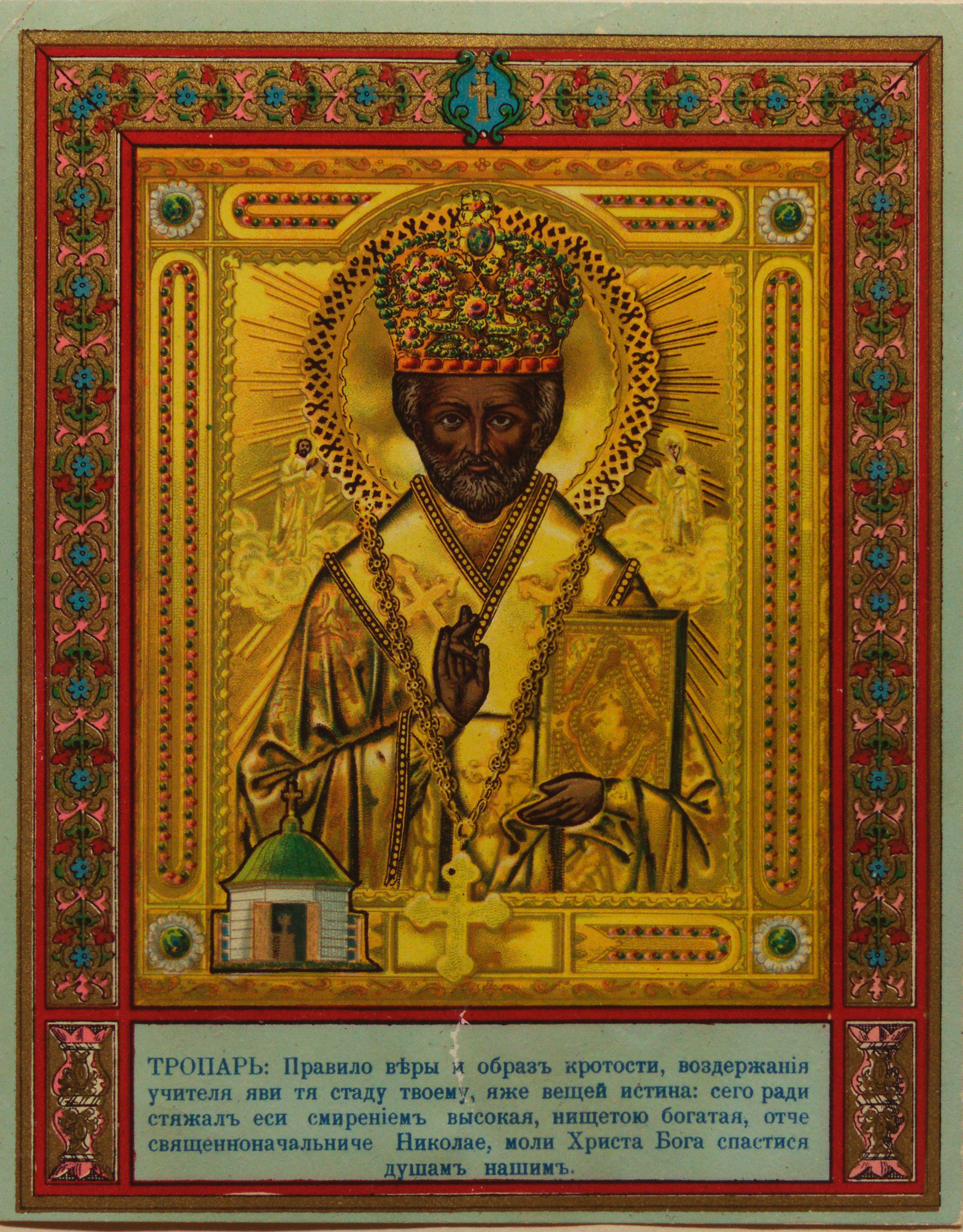
Лубок начала XX века с изображением чудотворной иконы и часовни

По переписи 1614 года в городе проживало 646 человек, в 1626 население выросло до 774 человек. Военные получали жалование, и оклад их различался в зависимости от звания. Поскольку денег правительству часто не хватало, то жалование выплачивалось нерегулярно, однако власти компенсировали эту неупорядоченность, выдавая служащим земельные наделы. Сельское хозяйство и животноводство были важной частью экономической жизни поселения. Одной из статей дохода был налог на питейные заведения: для сбора налога, а также таможенных пошлин, раз в год избирался голова; аналогичным образом для ведения письменного учёта в кабак избирался дьячок. Большую роль в товарообороте играла ярмарка. Кроме того, жители Валуек и других крепостей региона занимались солеварением у Торских соляных озёр недалеко от нынешнего Славянска (озёра Репное, Слепное, Кривое, Червлёное, Вейсово или Маяцкое).
В начале XVII века около крепости, на слиянии рек Валуй и Оскол был создан монастырь. Согласно преданию, один горожанин во время сенокоса обнаружил икону Николая Чудотворца, он отнёс её в город, однако на следующий день находка была обретена на том же месте, поэтому жители поставили там часовню, которая и стала, судя по всему, началом Пристанского монастыря Николая Чудотворца (он назывался так, поскольку неподалёку располагалась пристань). Впоследствии он будет известен как Валуйский Успенский Николаевский монастырь.
В 1616 году в Валуйках впервые состоялась передача подарков крымским князьям и мурзам, после чего крымские татары пожелали перенести посольство именно в этот город. Если раньше официальные встречи проходили в Ливнах, то теперь их можно было устраивать гораздо ближе к Крымскому ханству. Организация первых дипломатических переговоров в Валуйках тесно связана с именем окольничего князя Григория Волконского, который в 1621 году поставил в остроге Посольский двор и неоднократно бывал в городе, где и был убит в 1634 году при размене пленных. Посольские размены приносили местному населению множество проблем и убытков, поскольку дворяне, приезжавшие для переговоров со всего Русского царства, не обременяли себя поведенческими нормами. Известна челобитная, отправленная населением Михаилу Фёдоровичу, где местные жители жаловались на злоупотребления служилых людей, которые поджигали хоромы и изгороди, «позорили» жён и дочерей, топтали хлеб в поле, воровали скот, отбирали у торговцев товары на рынке и били тех, кто просил за них заплатить. При этом дворяне не забывали напомнить о своём привилегированном положении в обществе: «Тако-де вам, мужикам, с нашим человеком противица, и вас-де за нашево одново велит государь десеть человек повесить». Бывали и совсем возмутительные происшествия. Однажды двое дворян выгнали голых женщин из женской бани на площадь и гоняли их дубинами, а следом избили заступившегося за них банщика.

Поход гетмана Якова Острянина в 1633 году

В 1633 году, во время Смоленской войны, Яков Острянин, гетман Войска Запорожского Низового, с отрядом в составе 3500 солдат разорил Валуйскую крепость (в короткий срок её отремонтировали). Из документов того времени известно, что успех операции был обеспечен хорошо спланированным маршрутом и внезапностью нападения. Из показаний одного из участников похода следует, что войско Острянина сопроводил к острогу знавший местность русский злоумышленник по имени Матюшка. Солдаты подожгли город, и при прорыве из горящего поселения был ранен и взят в плен воевода, а также другие жители Валуек. Есть основания полагать, что Острянин и его полки хотели захватить большую казну поселения, впрочем, так и остаётся неизвестным, удалось ли им это. Зато однозначно известно, что они ограбили Пристанский монастырь, забрав многочисленные книги, четыре колокола и церковную утварь. О целях, которые преследовали захватчики, недвусмысленно сообщил пан Чудинский в письме гетману Станиславу Конецпольскому: «Поскольку большой московский воевода разместил здесь много своих драгоценностей, то они, убедившись, что в этом городе нет полномочного представителя власти, и что в течение многих лет не знал он ни нападений, ни грабежей, ни войн, решили попытать счастья; и хотя был у этого города хороший гарнизон, однако значило это очень мало, ведь город был достоин того, чтобы его захватить, подпалить факелами и сжечь». Произошедшие события также упоминались в немецком историческом труде Theatrum Europaeum и в летописи Яна Бинвильского.
Из-за пленения части горожан армией Острянина жители были вынуждены просить разрешение у вышестоящих властей, чтобы им было позволено отправиться в Речь Посполитую на поиск пропавших родственников, поскольку самовольные отъезды из приграничного города были запрещены. Тех, кто нарушал этот запрет и выезжал без позволения, били кнутом. Это один из типичных примеров того, каким образом властью осуществлялся контроль над подданными той эпохи (хотя не стоит забывать, что в этом случае речь шла о военном времени). В целом, пленение было частой причиной исчезновения того или иного горожанина на протяжении почти всего XVII столетия, и осталось немало свидетельствующих об этом архивных документов. Например, в 1645 году в город вернулся местный житель Фёдор Иванов, который ещё в 1643 году был отправлен в степь на разведку вместе с несколькими другими людьми. На них напали крымские татары, в частности, в Фёдора пустили из лука пять стрел, рассекли голову саблей, а ногу — боевым топором. После чего его схватили, отвезли в Крым и продали там одному турку гребцом на галеру. Оказавшись в городе Новарино (сегодняшний греческий Пилос), он сумел бежать и пять недель шёл по ночам, обходя турецкие города, чтобы на шестой неделе оказаться в Албании, а оттуда дойти до Румынии. Затем Фёдор Иванов пересёк Речь Посполитую и вернулся домой, где его встретила семья, которая не получала жалование всё то время, что он находился в плену (это, в общем, тоже было естественным для того времени, но если человек находился в плену больше года, то имел право требовать выплаты жалования за весь период своего отсутствия, чем Иванов не преминул воспользоваться).
Валуйская крепость сгорела 18 июня 1647 года. В том же году вместо сгоревшего города-острога по приказу царя Алексея Михайловича был построен земляной вал с деревянной стеной на нём. Этот земляной вал высотой в две с половиной сажени (5.3 метра) был с обеих сторон укреплён дубовыми брёвнами, его ширина внизу, у поверхности земли составляла три сажени (6.4 метра), вверху — одну сажень (2.1 метра), протяжённость стен такого города составляла 583 сажени или 1142 метра. У новой крепости было одиннадцать башен, в двух из них, располагавшихся в середине западной и восточной стен, имелись ворота, в одной из «наугольных» башен была калитка «для проходу пеших людей», остальные же восемь шестиугольных дубовых башен не были проходными. Кроме того, существовал подземный ход из крепости к берегу реки Валуй.

### 1650—1699 годы
В 1657 году между Русским царством и Крымским ханством произошёл дипломатический скандал. В начале января 1657 года в Валуйки под наблюдением крымского конвоя прибыли российские послы Роман Жуков и Ларион Пашин, направлявшиеся в Крым. Ещё раньше, когда послы находились в Тульском уезде, крымский подданный Мурад заочно оскорблял царя Алексея Михайловича, поэтому в Валуйках его арестовали. 11 января в Валуйках крымским конвоем был убит переводчик (толмач) посольства Григорий Вельский. Впоследствии хан Мехмед IV Герай следующим образом описывал произошедшее: «Когда ходило войско Наше на место размена для казны, лошадей собирали в табун их хозяева-татары, и когда один толмач пошёл искать лошадей, в отношении его совершили преступление» (крымскотат. Almaşuvda hazine askerimiz vardıqta, bir qaç atları uğurlanıp, at sahipleri tatar ile bir tilmaç cıyılğan atlarnı aramaq içun varıp, tilmaç ğayıp olur). Как бы там ни было, спустя месяц убийство Вельского послужило поводом для ответного убийства: в Москве в ходе осады крымского посольства стрельцами был лишён жизни гонец Мухаммед-имелдеш. Это было первое за всю историю русско-крымских отношений применение так называемого «закона равного возмездия», или «lex talionis».
В 1658 году город посещал Степан Разин. Несколько лет спустя, во время Крестьянской войны 1670—1671 годов, Валуйки заняли сторону правительства, впоследствии бывший воевода крепости Г. И. Пасынков в расспросных речах, датированных 1676 годом, объяснял: «А в то мятежное время многие городы в черте и за чертою учинились в шатости, воевод и приказных людей воры побили досмерти. И волуйчаня ни х какому дурну не пристали и великому государю служили верно, и за то де прислана на Волуйку к волуйченом великого государя грамота с похвалою, что они великому государю служат верно».
Как видно по ряду документов, слободы служилых людей располагались только поблизости от крепости, в целом, однако, город Валуйки не создал на первых порах подчинённых себе сёл и деревень, то есть своего уезда. Такая историко-географическая особенность (остальные города того же периода формирования уездами обзавелись) сохранялась довольно долго, а именно вплоть до строительства Изюмской черты в 1679—1680 годах.
К 1681 году в городовой службе значилось 602 человека, среди них один стрелецкий и казачий голова, подьячих, площадных дьячков и целовальников — семь, станичных атаманов и ездоков — сто сорок четыре, стрельцов конных и пеших — сто тридцать пять, сто семьдесят четыре казака, двадцать шесть пушкарей, сорок один затинщик, двадцать ямщиков, пятьдесят три черкаса и один казённый кузнец. Также в крепости проживали солдаты. Гарнизон располагал восемнадцатью пушками: десятью железными и восемью медными. Особенностью сословного состава населения было отсутствие дворян, так как в XVII веке на территории Дикого поля отсутствовало феодальное землевладение. Впрочем, к восьмидесятым годам XVII века социальную нишу дворян заняли станичники — всадники разведывательных отрядов.

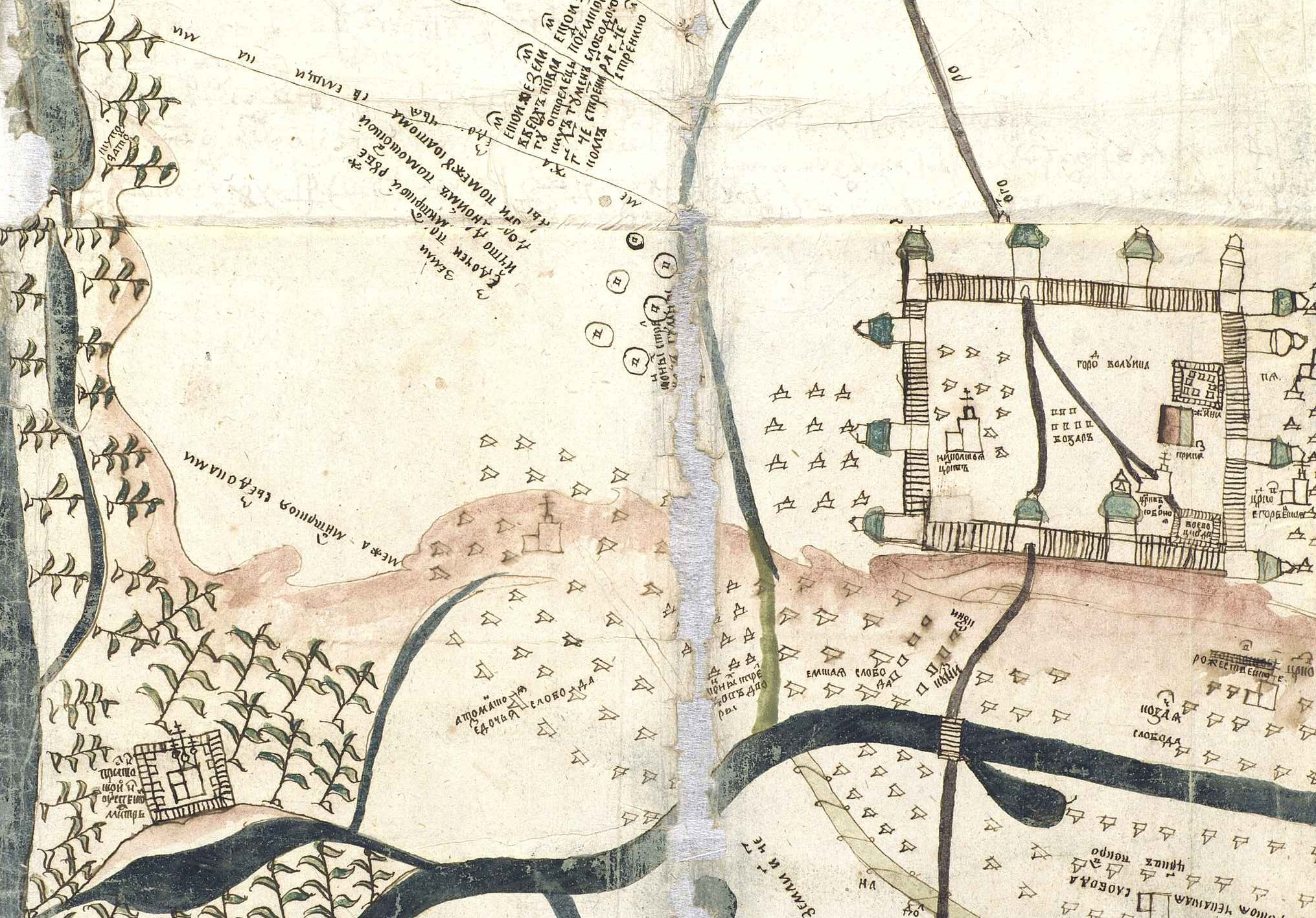
Схематическое изображение крепости на чертеже 1687 года

В ту же эпоху город становится одним из отправных пунктов для Азовских походов. Во время первого из них Валуйки принимали армию при её возвращении из Азова, во время второго город был сборным пунктом сухопутных сил при подготовке и по окончании похода: жители Валуек были обязаны построить на пути следования войск Шеина к Азову прочные и «пространные» мосты на реках Северский Донец и Айдар, а также мелкие мосты и гати по всем речкам и переправам этого пути. Кроме того, валуйчане должны были сплавлять хлебные и лесные запасы по Дону, также им вменялось в обязанность давать провожатых, которые знали дорогу через степь до Черкасска. Требования военных к валуйскому воеводе были не менее разнообразны: он поставлял овёс лошадям, дёготь для подъёмных телег, материалы для шатровой ставки воеводы Шеина и мебель для неё же, писчую бумагу, сальные свечи и многое другое. Царь Пётр I, проезжая в 1695 году из Азова, останавливался в доме священника Прокофия Зиновьева. Дом сохранился до 1934 года, затем по небрежности был сожжён. Также царь приказал выстроить на пожалованные им деньги соборный храм Сретения Владимирской Божьей Матери. Шотландец Патрик Гордон, который находился в городе с 1 по 2 ноября 1695 года, так описал встречу с Петром у воеводы Афанасия Рагозина: «Мы прибыли в город Валуйки, 8 вёрст, и пересекли р. Валуй, текущую через середину города, или посада. Цитадель стоит на возвышении в сторону холма. Узнав, что Его В-во пребывает у воеводы, я поехал туда и отобедал. Незадолго до вечера прибыли полки и мои повозки. Я отправил 6 лошадей на смену уставшим. Его В-во уехал ночной порой, оставив указ дать мне 100 подвод, г-лу Лефорту столько же, Авт[омону Головину] 160, 2 р[егиментам] — около 400».
Второй приезд Петра был более продолжительным. Уже в первой половине XVII века начало развиваться мануфактурное производство, а самыми ранними мануфактурами города стали селитроваренные «заводы», организованные Г. А. Топоровым, на которых были заняты сотни крепостных и наёмных людей. Гаврила Топоров был деловым человеком и не хотел терпеть злоупотребления властью со стороны воеводы, который брал его работников для своих нужд, поэтому купец направил царю челобитную с просьбой оказать ему содействие. Пётр I решил лично ознакомиться с производством и прибыл в город повторно в апреле 1699 года, а 15 марта того же года издал указ, где давал Г. А. Топорову полномочия на производство селитры в «низовых городах». После этого купец смог широко развернуть свою деятельность. Его племянник, унаследовавший заводы, создал на их основе «Российскую селитряную компанию».

## XVIII век

Крепость и её окрестности в середине XVIII века

При первом делении России на губернии, город Валуйки был приписан к Азовской губернии. В 1719 году вошёл в состав Белгородской провинции Киевской губернии. А в 1779 году причислен к Воронежскому наместничеству, и его административное положение среди губерний уже не менялось вплоть до XX века.
В 1701 году иезуит Франциск Эмилиан, оказавшись недалеко от Валуек, в донесении назвал их «первым городом за степями» (лат. quae prima post desertum civitas est) и заметил, что «отсюда и до города Ливен вся местность пользуется дурной славой по причине жестоких разбоев» (лат. licet ab inde usque ad Livensem urbem omnia sint crudelibus latrociniis infamia). А уже через шесть лет, в 1707 году началось Булавинское восстание, которое распространилось на Валуйский уезд и в ходе которого часть населения этого и других уездов образовала повстанческий отряд во главе с Никитой Голым. В ночь на 8 июня 1708 года отряды атаманов Семёна Драного и Никиты Голого, предварительно заняв все пути отступления, разгромили Сумский полк около Валуек. Им помогали местные жители: один валуйчанин под видом торговца пробрался в полк, разведал обстановку и провёл туда отряды. Тем не менее, город был одним из мест, куда направляли пленённых повстанцев (в частности, в крепости под арестом находились младший сын и жена Булавина), и, в целом, обитатели города не пытались убрать ставленников правительства, тем самым фактически его поддерживая, хотя и были лояльны к Булавину. В марте 1713 года произошёл последний татарский набег, по сообщению коменданта крепости в пятнадцати сёлах Валуйского уезда было убито 62 и взято в плен 1381 человек.
Во время русско-турецкой войны 1735—1739 годов Валуйки были одним из отправных пунктов походов: на плечи жителей вновь легли мобилизация и военные постои.
Согласно данным переписной книги Валуйского уезда 1722 года, созданной в процессе первой ревизии населения Российской империи, в трёх станах уезда (Валуйском, Оскольском и Козинском) насчитывалось около десяти тысяч служилых людей, в то время как помещичьи крестьяне и наёмные работники составляли лишь 5-10 процентов населения. Украинских слобод на территории уезда было немного, в переписной книге указывается только одна построенная малороссийская слобода Николаевка, принадлежавшая Александру Меншикову. Но ситуация менялась быстрыми темпами, к 1731 году на территории уезда было 4067 подданных малороссиян, а к 1732 году — уже 4521 украинец. По данным ревизии однодворцев города Валуйки 1762 года браки однодворцев с украинскими казаками были очень редки (не больше 3 процентов от общего числа браков), отсутствие межнациональных семейных отношений способствовало закреплению в регионе двух этнических общностей. Из той же ревизии 1762 года следует, что грамотность в городе была чрезвычайно низкой, лишь один глава семейства из 250 однодворцев был способен поставить свою подпись на переписном листе. К концу XVIII века малороссияне становятся наибольшей группой населения Валуйского уезда (14804 человека по итогам ревизии 1795 года).
В 1748 году саранча и сильная засуха уничтожили посевы. Крестьяне, приписанные к Валуйскому монастырю, как видно из рапорта игумена, питались желудями и лебедой и к весне совершенно обессилели. Голодающие должны были получить хлеб в Коротояке и в Павловске, но многие ослабли настолько, что были не в состоянии проделать такой путь. В следующем году голод повторился и заставил администрацию принять меры по конфискации излишков хлеба в пользу голодных, чтобы преодолеть смертность. Во второй половине столетия неурожайными оказались также 1774, 1787—1789 года.
Последовательно проводимая правительством тактика закрепощения крестьянства вела к увеличению числа открытых выступлений против помещиков. В 1766 году в Валуйском уезде крестьяне слободы Петровской отказались платить подати владельцу имения графу Девиеру, в то же время стали бунтовать крепостные других помещиков уезда, постепенно волнения захватили весь регион (Слободско-Украинскую, Белгородскую, Воронежскую губернии) и увеличились в период Крестьянской войны Емельяна Пугачёва. На усмирение бунтовщиков посылались царские войска, губернаторы отправляли для расправы над восставшими Сумской, Ахтырский, Харьковский, Изюмский и Острогожский гусарские полки.
Валуйская крепость в конце XVIII века окончательно пришла в упадок. В 1782 году ещё существовали рвы и валы, но башен уже не было, и крепость была заброшена. Избы жителей, которых было немногим больше двух тысяч, стояли беспорядочно. Производство колёс, телег, саней, дуг, оглобель, кузнечное дело, а также торговля скотом, дёгтем, рыбой и хлебом сохраняли за городом значение небольшого центра.
В 1786 году Воронежское наместничество в рамках Градостроительной реформы Екатерины Великой разработало новый план города. Перепланировка предусматривала расположение на центральной городской площади казённых зданий, дома городничего с полицией, соляного и винного амбаров, гостиницы. В примечании к плану оговаривалось, что все казённые здания, а также строения, непосредственно окружающие старый город, должны быть каменными. Устройство кровель из соломы и хвороста запрещалось, чтобы уменьшить вероятность пожаров. Валуйки предполагалось разбить на 23 квартала, но даже через 30 лет город не заселил всей намеченной по плану площади.
В 1791 году в городе открылась первая начальная школа, оборудованная крайне бедно. Имевшиеся тогда «грамотные люди» из простонародья умели в лучшем случае читать и очень плохо — писать.

## XIX век

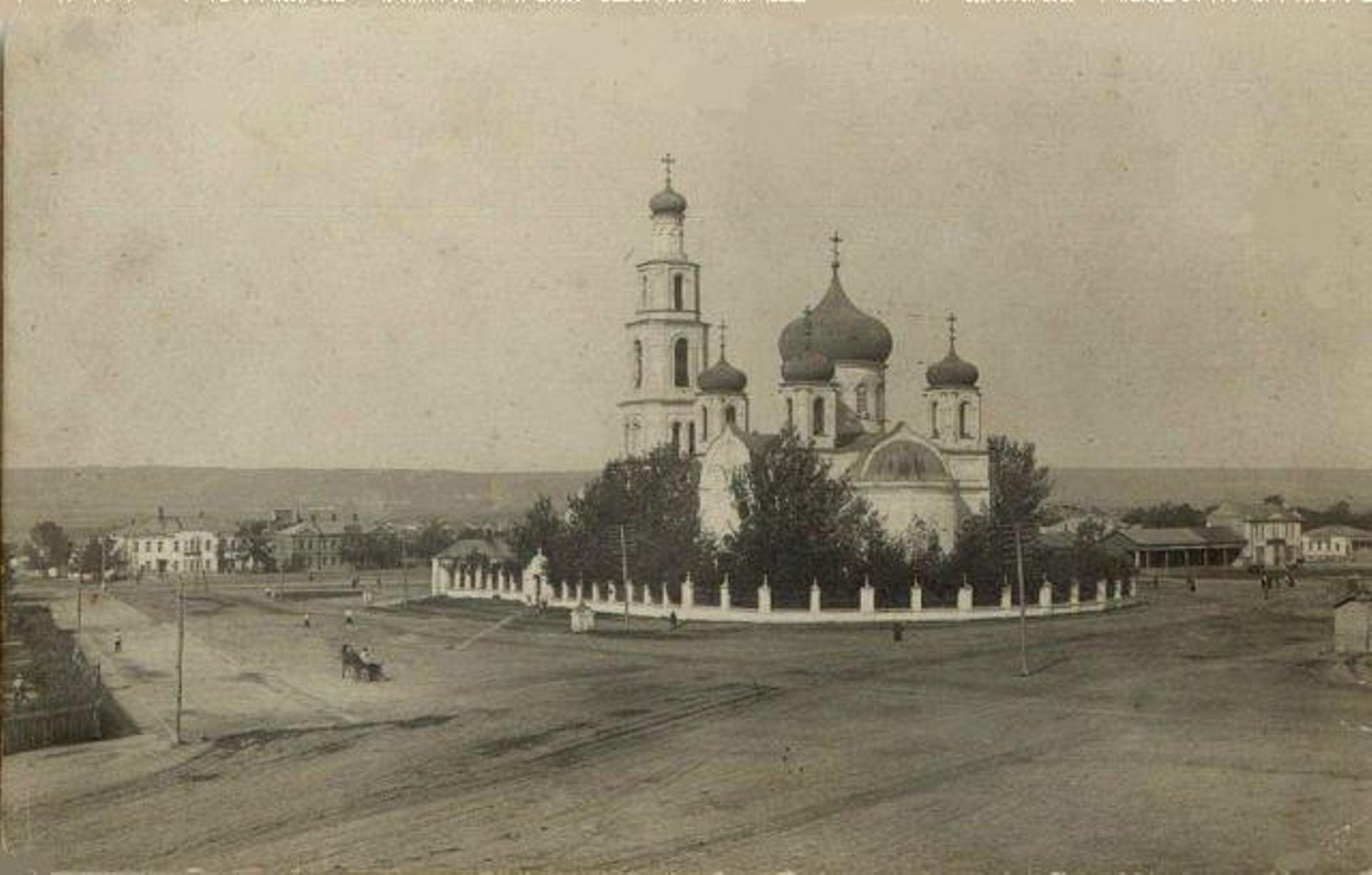
Владимирский собор в начале XX века

К 1840 году была закончена постройка храма Святителя Николая Чудотворца. А в 1853 году на средства прихожан возведён Владимирский собор (разрушен в 1932 году). В трёхпрестольном храме главный престол был в честь Владимирской иконы Божией Матери, а придельные — в честь Святого Архистратита Михаила и Святителя Митрофана Воронежского.
В середине XIX века основным занятием старожилов (людей, которые давно осели в крае) было земледелие, в то же время некоторые из них зарабатывали изготовлением саней и колёс. В урожайные годы жители поставляли торговцам сушёные груши. Украинцы, кроме хлебопашества, занимались чумачеством, а помещики и простолюдины — пчеловодством, которое в уезде находилось «в цветущем состоянии», и этот мёд был «ценнее других медов иногородних». Священник Владимирского собора Пётр Соколов в своём этнографическом описании указывал, что «здесь всегда бывает мёд белый, доброкачественность происходит, вероятно, от взятка лопуха, который здесь растёт в большом количестве во всяком Яровом Хлебе и начинает цвесть с Иванова дня 24-го июня, и продолжает даже до уборки хлеба. Здесь кормят сытую пчелу до означенного дня на основании известной здесь поговорки: „Корми пчелу до Ивана — будешь с жупаном“». Домашние расходы были ограничены, потому что жители, в основном, самостоятельно обеспечивали себя всем необходимым и покупали только соль, обувь и — редко — железо и дёготь. В конце мая из многих слобод, сёл и деревень рабочие выезжали большими артелями «в донские места» для сенокоса, где оставались на несколько недель, зарабатывая по 15-20 рублей серебром, часть из которых тратилась на уплату податей. Члены богатых семейств никогда на подобные заработки не ездили, потому что продолжительный сенокос в жаркое время был изнурительным трудом. Заработанные деньги обыкновенно называли «трудовой копеечкою».
Во второй половине XIX века Валуйки начали несколько подниматься, после долгого периода застоя. Появились кустарные маслобойни, в 1867 году открылась женская Мариинская прогимназия и возник банк. И все же город и уезд не шли вперёд в экономическом смысле. В сельскохозяйственном обзоре по губернии за 1889 год основной причиной такого положения Валуйского уезда называют проведение железнодорожных линий вдали от города. В 1872 году в действии было двенадцать заводов: один салотопенный, два свечносальных, два медоспускательных, шесть кирпичных и один шерстомойный. Годичное производство этих предприятий превышало 125 000 рублей, основными рынками сбыта были Харьков, Полтава и Валуйский уезд. Развитию города после освобождения крестьянства препятствовала бедность населения. Аренда земли у помещиков, налоги, выкупные платежи держали основную массу крестьянства на грани разорения. Этому также способствовали частые стихийные бедствия: в 1871 году в городе и уезде свирепствовала холера, в 1875—1876 годах — сильные неурожаи, которые повторились в 1880, 1882 и 1889 годах. В 1897 и 1898 годах были два неурожая подряд. Дело дошло до захвата помещичьего хлеба в копнах и амбарах. Многие крестьяне были арестованы. Рассчитывая добиться освобождения арестованных, в город прибывали целые деревни. Так, 300 крестьян, которые пришли в 1898 году к тюрьме, были разогнаны полицией.
После Январского восстания 1863—1864 годов в Царстве Польском в Валуйки сослали около 60 польских политических заключённых, в числе которых был врач и этнограф Карл Качковский. Незадолго до восстания Качковский обосновался в Житомире и распространял там нелегальные революционные издания через собственную типографию. В послесловии к воспоминаниям Качковского политический деятель Тадеуш Окша-Ожеховский следующим образом описывал ссылку поляков в этот уездный город Воронежской губернии:
|  | В Валуйках Карл Качковский стал первым ссыльным. — Широко известно тогдашнее отношение россиян к так называемым польским политическим преступникам. — Вид несущих оковы воров и разбойников был для них приятнее, чем вид поляка, носящего это звание. И Качковский уступил судьбе. Его избегали, обходили на улице, как заразного, а матери издалека показывали своим детям почти семидесятилетнего, белого как молоко, старика, пугая их этим великим и запоминающимся преступником. — Постепенно количество ссыльных увеличивалось; их свозили со всех концов Польши, и вскоре численность их выросла до 60-ти. [Они] были различного положения, образования и возраста. Вскоре семья Качковских, состоявшая только из его жены и дочери, приехала туда, чтобы разделить его участь. Их дом, всегда гостеприимный и открытый, стал очагом, вокруг которого все собирались. Всегда активный и увлечённый работой старик, прекрасно понимая, что отсутствие занятия иногда является причиной зла, он сразу же подал мысль об организации в этой небольшой группе научных, но доступных для понимания каждого лекций. |

По словам современника, к 1873 году местное уездное училище выделялось в числе других подобных учебных заведений губернии из-за того, что в нём, благодаря пособию земства, преподавались (кроме стандартных предметов) естественная история, латинский, французский и немецкий языки. Впрочем, в Циркуляре по Харьковскому учебному округу 1861 года отмечаются недостатки преподавания в уездном училище. Во всех трёх классах дети достигли успеха лишь в изучении Закона Божьего; что касается русского языка, то учителю удалось развить требуемые навыки в первом классе, где он «наглядным образом, без заучивания правил из книг, умел учеников довести до того, что они очень хорошо различают части речи, знают даже управление глаголов и предлогов падежами, и довольно правильно пишут под диктовку», а вот во втором и третьем классе преподаватель был «связан программою: здесь заучивание по учебнику было на первом плане». Для преподавания геометрии и арифметики больше года не было учителя, и дети не сумели справиться с черчением и рисованием. Состояние валуйского приходского училища также нельзя было назвать удовлетворительным: ученики могли пересказывать «события из священной истории» и помнили молитвы, однако даже лучшие из них знали начальные арифметические правила «очень сбивчиво и машинально».
В докладе земской управы 1867 года указывалось, что на тот момент в Валуйском уезде числилась 41 школа с 1568 мальчиками и 174 девочками, хотя высказывалось опасение, что «часть этих школ значилась лишь на бумаге», поскольку священники, которые создавали сельские школы, показывали себя не лучшим образом: судя по известным комиссии примерам, «классы в таких школах существовали только на бумаге и составляли не более как законный предлог к выпрашиванию камилавок и других наград от епархиального начальства». В докладе 1872 года указывалось на явный дисбаланс между городом и деревней не в пользу деревни: в 1872 году 35 % средств, выделенных земством на образовательные нужды, получили два городских учреждения (женская прогимназия и уездное училище), тогда как остальные 49 сельских школ получили лишь 65 % финансирования. Несколько лет подряд уездная земская управа пыталась решить вопрос с пенсиями учителей: в 1876 году на пенсии выделили 500 рублей, в 1877 году управа обращалась в Министерство народного просвещения с просьбой утвердить устав о пенсиях, на следующий год — в 1878 — ходатайство повторили. В 1889 году вопрос о пенсиях до сих пор оставался открытым. В 1881 году гласный Солодунов предложил земской управе создать библиотеки для чтения при народных школах и учредить должность инспектора земских школ, — собрание приняло второе предложение и направило ходатайство правительству с целью создать новую должность инспектора с жалованием в 1500 рублей в год. В 1882 году министр удовлетворил ходатайство, так что появилась возможность инспектировать состояние школ.
В 1866 году Валуйская земская управа получила городскую больницу на 12 кроватей от губернского Приказа общественного призрения. Хотя у больницы был свой собственный капитал на сберегательном счёте, по-видимому, её состояние оставляло желать лучшего, так что управе сразу же пришлось «заготовить комплект простынь вместо прежних, обветшалых» и починить кровати. Больнице передали набор анатомических инструментов, который много лет без дела лежал в городской ратуше. В апреле того же года в больницу наняли врача и фельдшера. По свидетельству управы, медицинское обеспечение города и уезда было неудовлетворительным: врачей не хватало, аптечки «мало приносили пользы по скудному количеству и казённому качеству медикаментов». В уезде не было акушерок. Оспопрививатели «делом своим занимались плохо и нерадиво». Отмечалось, что «во многих селениях жители едва ли не поголовно были заражены сифилисом» и что «даже на новорождённых младенцах обнаруживался яд этой болезни». Исходя из этого, управа решила нанять ещё одного врача, который трудился бы на территории уезда (а не города), что и было сделано к ноябрю 1867 года. Точно так же были наняты повивальные бабки. В 1871 году Валуйская земская управа выделила средства на улучшение обстановки приёмных покоев, обратив внимание, что больные были вынуждены ждать своей очереди зимой на открытом воздухе и что помещения часто не отапливались, из-за чего замерзали медикаменты. Уже в следующем году городскую больницу было предложено перенести в другое, более удобное помещение. Тогда же управа выделила средства на съём в Валуйках отдельного помещения для сифилитиков и на его отопление. В результате деятельности земской управы к 1881 году в Валуйском уезде числилось уже пять врачей, пятнадцать фельдшеров, один ветеринарный фельдшер и восемнадцать оспопрививателей. Лечение в городской больнице оставалось платным.
К 1873 году в Валуйках проживал 6201 житель, из них 3172 мужского пола и 3029 женского. За исключением одного католика, шести протестантов и 28 иудеев, население было православного вероисповедания. На 1876 год в городе вместе со слободами насчитывалось 1066 домов, из которых десять было каменных, а также 52 деревянных и две каменные лавки; церквей было четыре. Местное купечество торговало красным (то есть тканями, текстилем), колониальным, бакалейным, железным и другим мелочным товаром. Также торговали хлебом, мёдом, салом и шерстью. Однако торговая деятельность валуйских купцов не распространялась за границы уезда, поэтому считалась незначительной в экономическом развитии Воронежской губернии. Тем не менее, ежегодно в городе проходило четыре ярмарки: Крестопоклонная (в марте), Проводская (в апреле), Петровская и Воздвиженская (соответственно 29 июня и 14 сентября по юлианскому календарю). Проведение железных дорог (в 1895 году — линии Харьков — Балашов, в 1897 году — Елец — Валуйки) несколько оживило экономику. Но вскоре промышленный кризис вновь подорвал намечавшийся подъём. К тому же, из-за того, что развитие железных дорог привело к экономическому росту, увеличились цены на землю и произошло повышение арендной платы для крестьянства.
Во второй половине XIX века в управление земства переходят почтовые перевозки на территории уезда. В центре города появился первый жёлтый почтовый ящик для круглосуточного приема корреспонденции, которую доставали из ящика раз в день. Если в первое время прием почты на станции велся с 8 до 12 часов дня, то к концу XIX века почта работала с 8 до 20 часов вечера и по три часа в праздничные дни. Число почтовых ящиков также увеличилось до двух, и письма из них доставали три раза в день. 19 ноября 1874 года из Валуек в губернский город Воронеж была отправлена первая телеграмма с помощью аппарата Морзе. Через пять лет — в 1879 году — телеграф связал Валуйки с Ростовом-на-Дону, а в 1883 году была открыта телеграфная станция в уездной слободе Уразово.

## XX век

### 1900—1917 годы
В начале XX века ПСР (Партия социалистов-революционеров) начинает активно действовать на территории Воронежской губернии и, в частности, в Валуйском районе. В 1902 году прокламации эсеров «Ко всему русскому народу» и «К русскому обществу» (относящиеся к нелегальной литературе) были обнаружены полицией как в уезде, так и в самом городе. Внимание эсеров к крестьянскому населению было значительным. Так, их деятельность привела к беспорядкам в конце мая 1902 года в слободе Грушёвка Валуйского уезда, где крестьяне, вооружённые дубинами, производили массовые потравы. К 1904 году Валуйская ячейка эсеров считалась одной из наиболее сильных в губернии и насчитывала в своём составе шесть человек. В период русско-японской войны эсеры, как и партия РСДРП, занимались антивоенной пропагандой. Основной их тезис состоял в том, что воевать необходимо не с Японией, а с российскими правительством и царём, которые с помощью солдат хотят ограбить соседнее государство. Хотя эффективность антивоенной агитации была низкой, известны случаи, когда население высказывало схожие идеи. Например, землевладелец Валуйского уезда по фамилии Пелёнкин убеждал крестьян, что «война идёт напрасно и что теперь вышел новый закон, по которому войну можно прекратить, можно не платить податей и можно выхлопотать, чтобы уравняли всем землю».

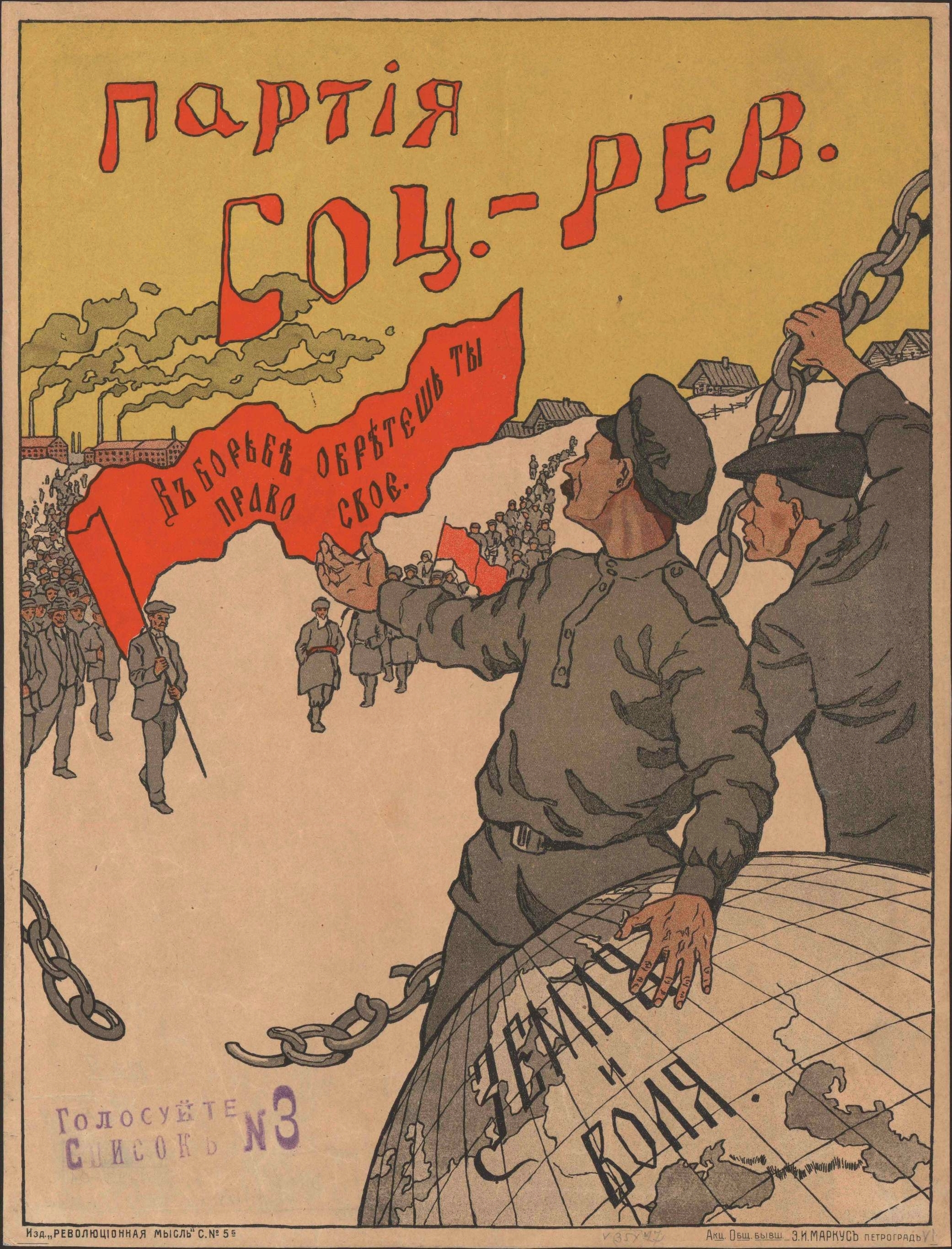
Предвыборный плакат ПСР 1917 г.

В это же время в Валуйках решили строить водопровод. У городского самоуправления имелся запасный капитал на сумму 35000 рублей, полученный благодаря отчуждению земли под железную дорогу. Успешному строительству водопровода способствовало наличие в городе крупного заборщика воды — казённого винного склада, который покрывал расходы по содержанию водопровода почти на 6 лет. В течение 1904 года дума рассматривала предложения разных строительных фирм, и в сентябре приняла условия киевского купца М. И. Гольдштейна и инженера Р. К. Волковыского выполнить работу за 45000 рублей. В конце 1905 года была выполнена основная часть строительных работ: оборудована водокачальная станция и соединена с резервуаром телефоном, окончен и наполнен водой водонапорный резервуар, проведена вода в казённый винный склад, полностью сооружена подающая магистраль. Но были и недостатки: питательные колодцы и насосы не давали условленного количества воды, подающая магистраль на территории городского луга была плохо укрыта от морозов, а разводящая магистраль не была окончена вовсе, и, самое главное, не были проведены испытания водопровода. В августе 1905 года дума утвердила правила на проведение водопровода и пользование водой. В конце концов водопровод был введён в эксплуатацию, горожане удовлетворили потребность в качественной питьевой воде, а город получил новый источник дохода.
Во время Первой русской революции Валуйки в целом заняли антиправительственную позицию. 9 (22) октября 1905 года прекратил работу железнодорожный узел, образовался стачечный комитет. Не в последнюю очередь революционные настроения поддерживались в населении эсерами, которые принимали участие в организации забастовки через Железнодорожный союз. В скором времени к забастовке присоединились другие предприятия города, 18 (31) октября 1905 года на площади состоялся митинг. Не отставали от населения в политической активности и священнослужители. Наиболее примечательна история священника Иоанна Мерецкого, который проповедовал в уезде и при помощи единомышленников создал и возглавил отделение «Всероссийского крестьянского союза». Согласно рапорту Валуйского уездного исправника, Мерецкий неоднократно устраивал собрания, на которых убеждал крестьян присоединиться к упомянутому союзу. Он нелестно отзывался об императоре Николае II, полагая, что его надо было свергнуть, и однажды на проповеди сравнил его с евангельским царём Иродом. Что касается правительства, то оно, по словам Мерецкого, состояло «из воров и мошенников и совершенно непригодно». В 1906 году Мерецкого арестовали, после чего 7 тысяч человек собрались у тюрьмы с хоругвями, требуя освободить батюшку. В толпу ворвались казаки и принялись с ней расправляться. Весть об избиении толпы возмутила население уезда, но постепенно революционные настроения распались. Хотя в мае 1907 года дружина ПСР взорвала тюрьму, эту акцию нельзя было назвать масштабной.

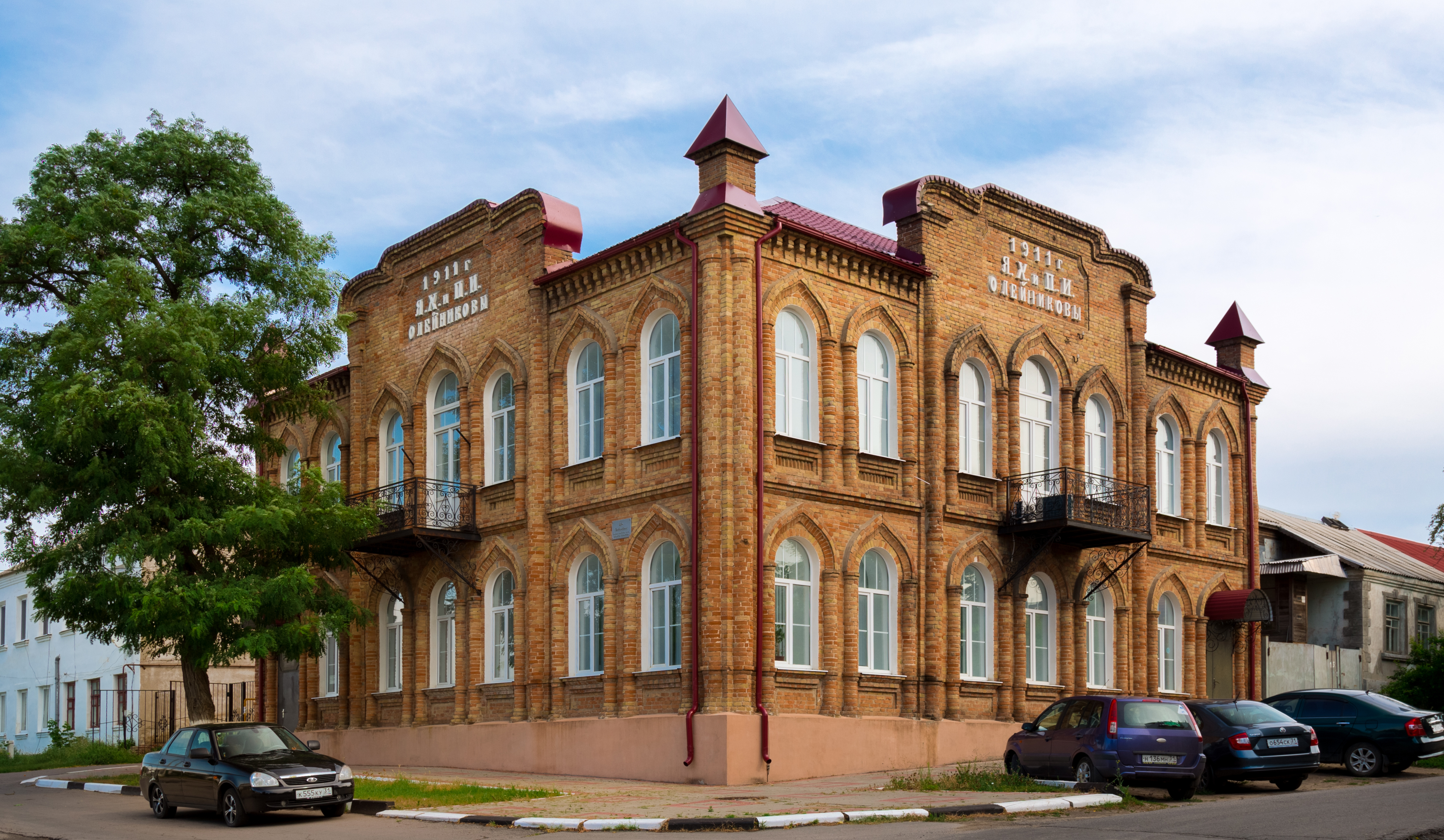
Дом купцов Олейниковых на улице Тимирязева, построенный в 1911 году

Перед созывом II-ой Государственной думы социалисты-революционеры создали в уезде волостные избирательные комитеты. В результате избирательной кампании большую часть выборщиков по крестьянской курии в Валуйском районе составили эсеры (5 человек), остальные же были от Всероссийского крестьянского союза (2 человека). По городу Валуйки было 2 кандидата, один из которых — эсер. К концу 1907 года в уезде насчитывалось 21 нелегальное братство социалистов-революционеров, общая численность этих братств составляла приблизительно 1500 человек. Причём каждая из первичных организаций регулярно отчисляла взносы в кассу уездной организации (такая финансовая дисциплина была редкостью в Воронежской губернии). А уже с 1908 года начинаются аресты в среде эсеров: только к апрелю того же года по делам о принадлежности к крестьянским братствам было привлечено 9 человек в уезде.
В 1909 году в городе появился отдел Союза Михаила Архангела (СМА), черносотенной общественно-политической партии, которая боролась за православие, самодержавие, лишение евреев избирательных прав и проводила массовые антисемитские кампании. Открытие отдела благословил 86-летний архимандрит местного Успенского монастыря Игнатий (Бирюков). Председателем отдела был назначен помещик Г. А. Рябинин, которого жандармы характеризовали следующим образом: «Несмотря на свои 65 лет, имеет очень большое пристрастие к женскому полу». В Валуйках и близлежащих слободах насчитывалось около 300 членов СМА. В организации состояли беднейшие мещане города и крестьяне. Отмечалось, что на открытии ячейки СМА не присутствовали представители местной интеллигенции и купечества (что говорило о низком социальном статусе этой партии, которая получала поддержку преимущественно от нищих или малообразованных слоёв населения). Нигде в Воронежской губернии, кроме как в Валуйском уезде, СМА не получил такой широкой поддержки.
В 1909—1916 годах издавалась газета «Валуйский земский листок», тираж которой на 1909 составлял 1500 экземпляров. Это регулярное еженедельное издание состояло, как правило, из 24 страниц. Газета выпускалась типографией Василия Ржевского (она располагалась на Мещанской улице), в которой к 1912 году работали 22 человека. Главным редактором уездной газеты был председатель Валуйской земской управы К. Д. Блинов. В «Валуйском земском листке» печатались хроника политических событий России, и сведения из различных областей знания, например, рекомендации по ведению сельского хозяйства. В рубрике «Местная хроника» публиковались новости общественной жизни уезда.
16 (29) сентября 1911 года Государственный банк Российской империи выдал разрешение на строительство Валуйского элеватора. Железнодорожная станция города стала к тому времени крупным пунктом хлебных перевозок как на внутренние рынки, так и в южные порты: общее количество зерна, которое ежегодно проходило через станцию, достигало 7,5 миллионов пудов. Чтобы не разбивать постройку зернохранилища на два строительных периода, в ноябре 1911 года был построен закрытый отапливаемый тепляк, в котором вплоть до конца марта 1912 года продолжалось строительство опорной бетонной подушки. В начале августа 1912 года строители закончили почти все железобетонные работы и приступили к установке механического оборудования. Для подачи вагонов со станции Валуйки к элеватору провели два рельсовых пути, сведённых в тупик. Согласно смете Государственного банка, на строительство элеватора выделили 190 729 рублей и 20 копеек, при этом его стоимость оказалась даже ниже сметных предположений. Официальное открытие элеватора состоялось 19 ноября (2 декабря) 1912 года.

Валуйский элеватор Государственного банка
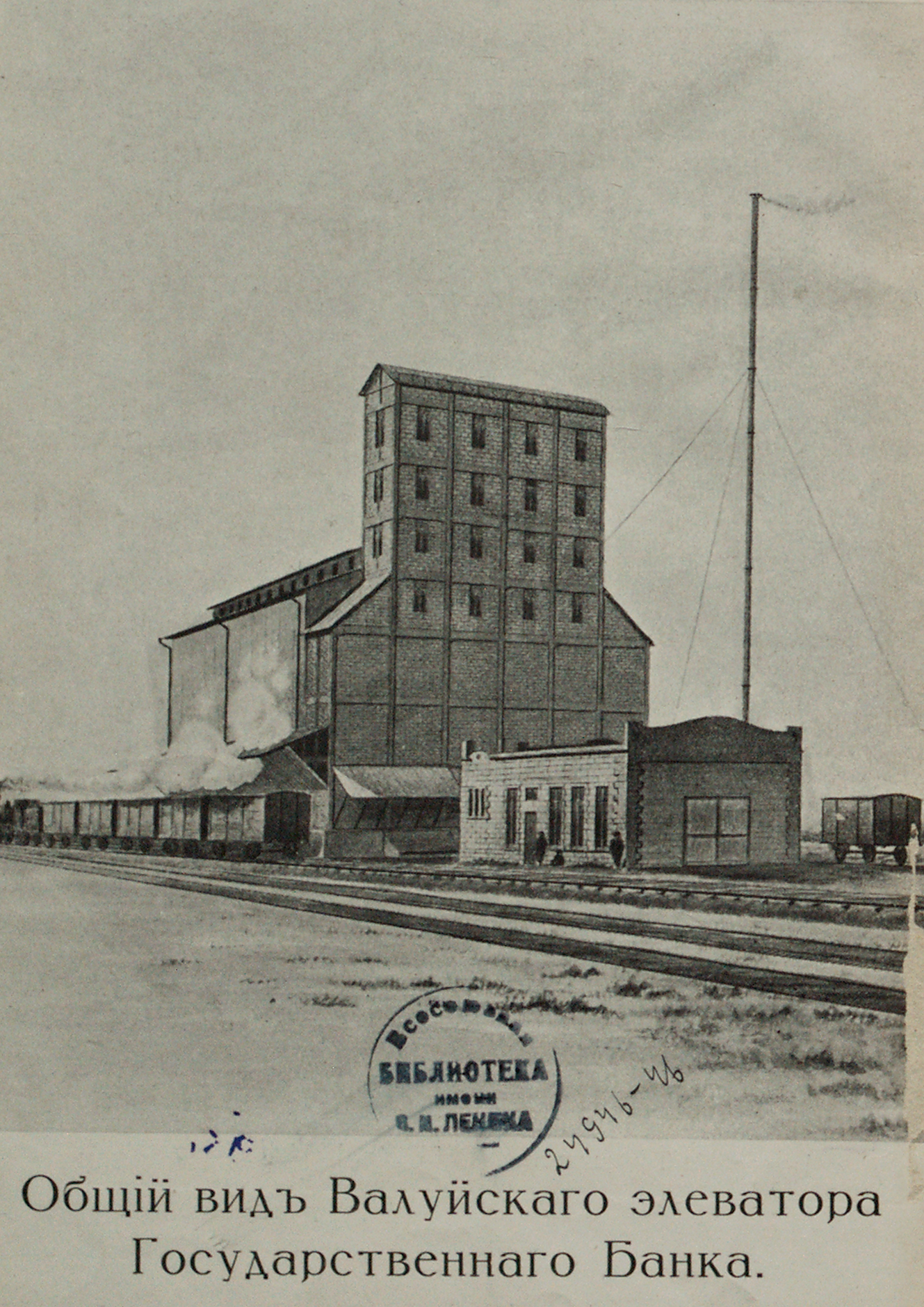
Общий вид
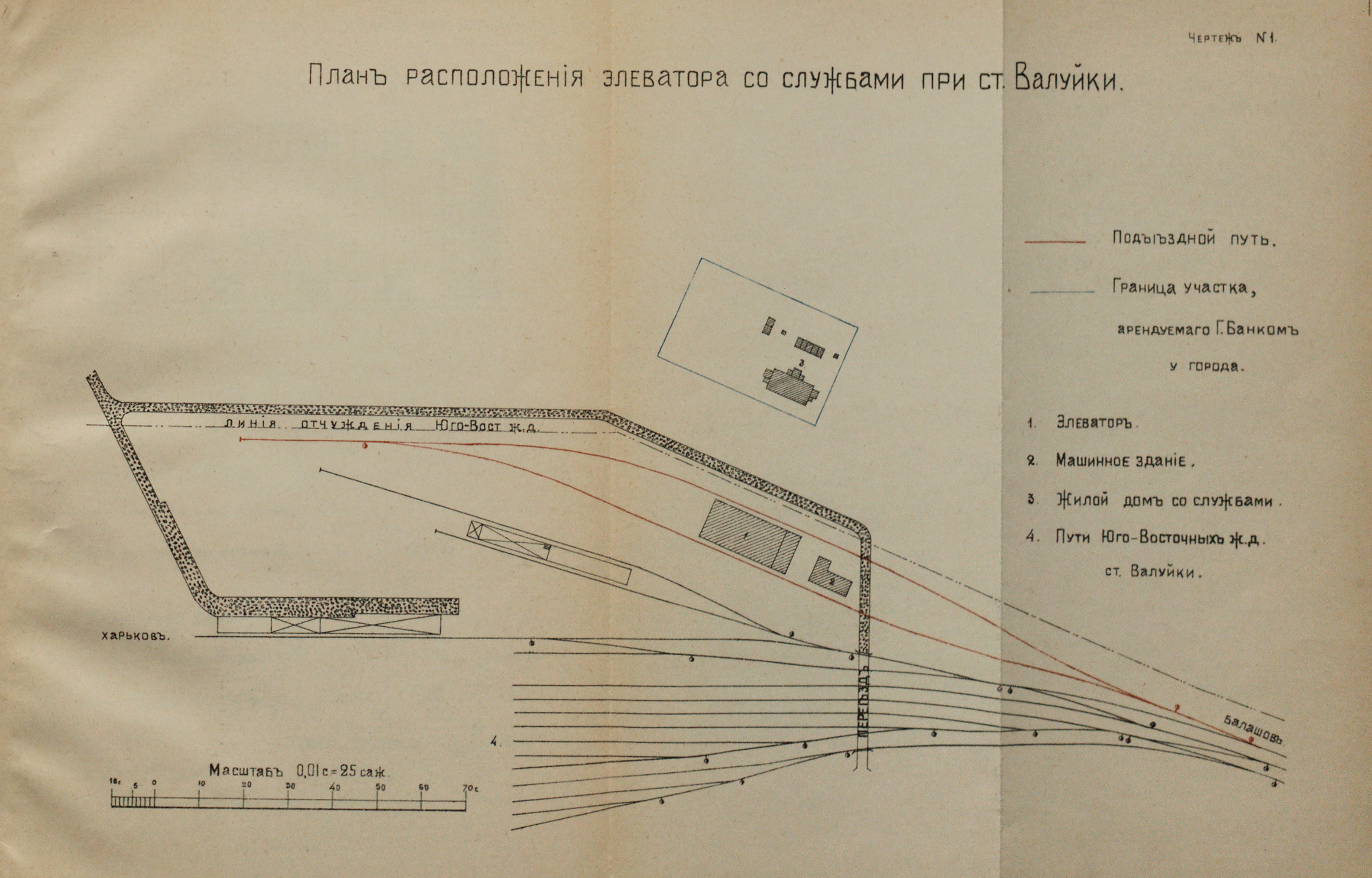
Схема расположения
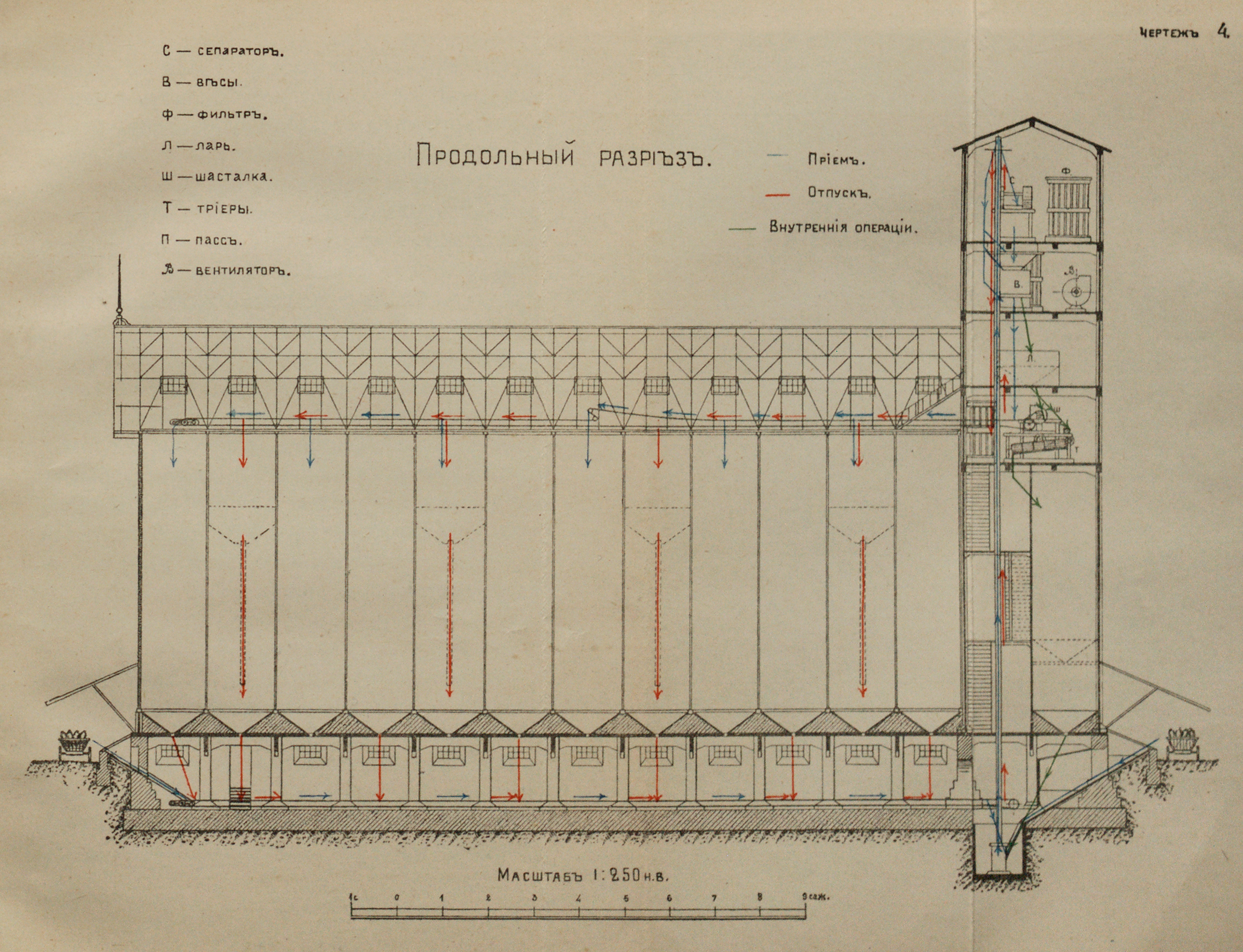
Продольный разрез
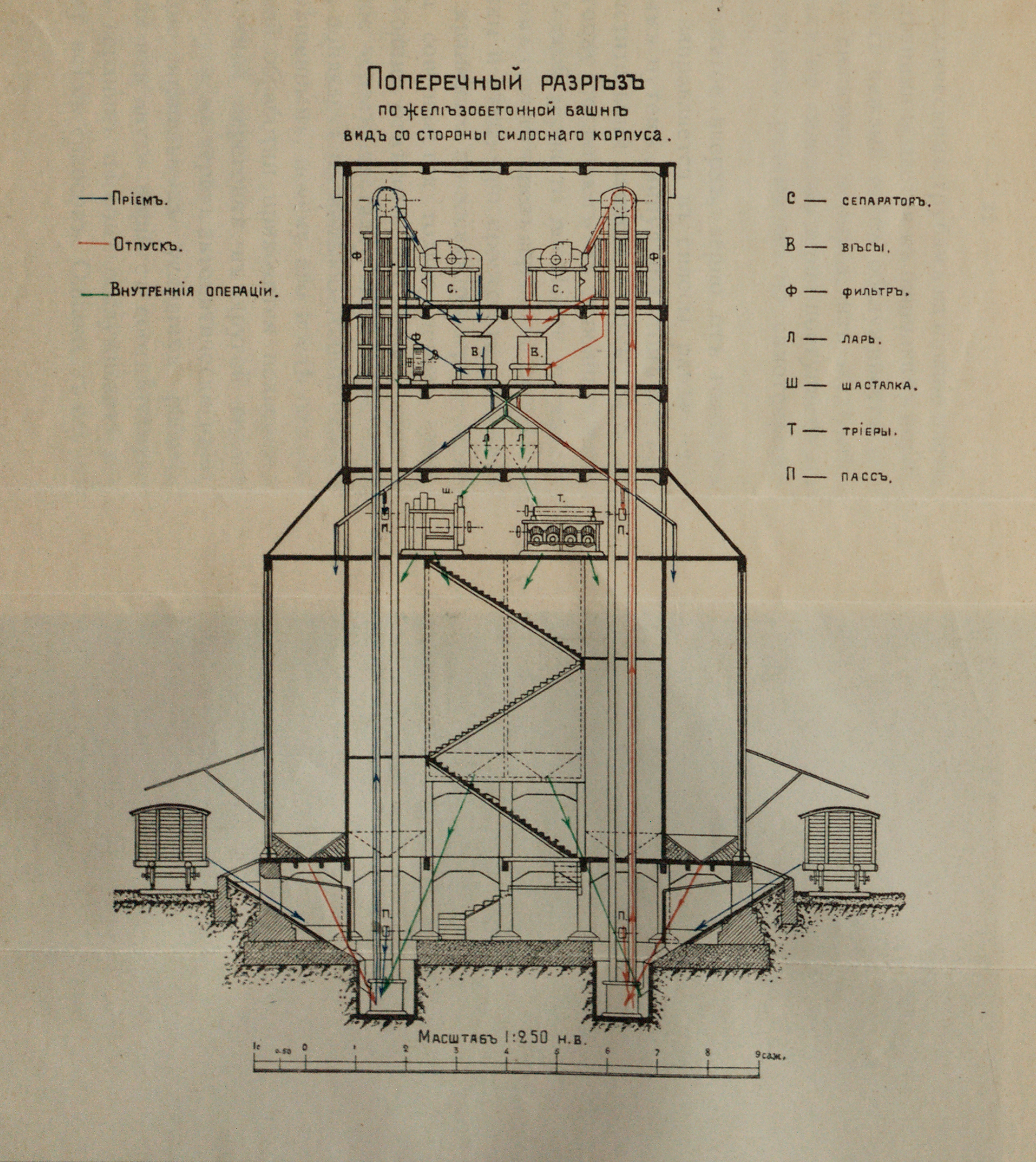
Поперечный разрез
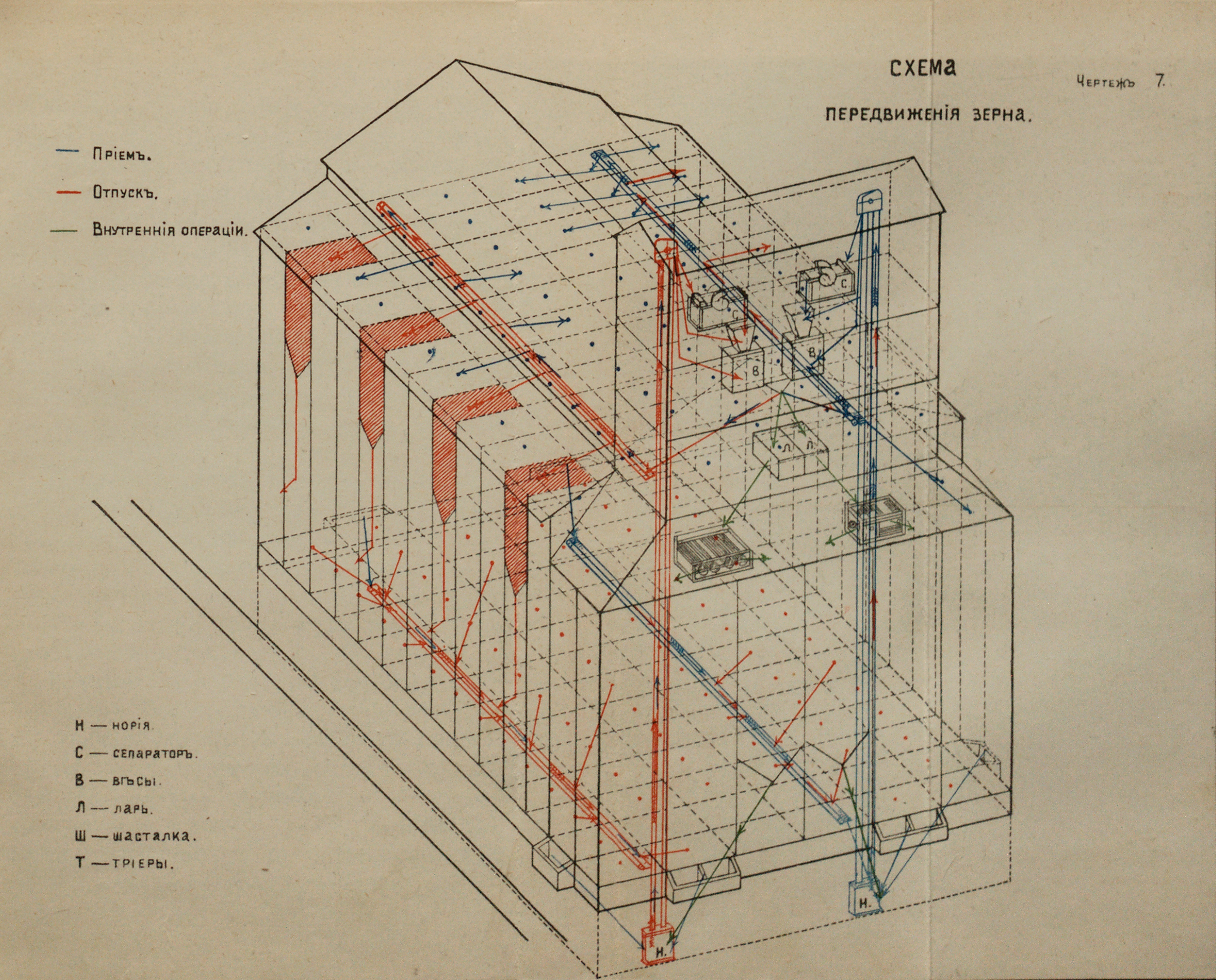
Схема передвижения зерна

Как следовало из доклада Петра Мандрыки, работавшего хирургом в больнице села Вейделевка, все уездные лечебные учреждения обладали «столь большим количеством существенных недостатков, что было бы легче перечислить их достоинства». К 1912 году в Валуйках имелась больница на 36 коек. Городская больница была одним из двух учреждений уезда (вместе с вейделевской больницей), где существовали так называемые «заразные» отделения. Хотя Мандрыка обращал внимание на то, что они располагались «не рационально» — в общих зданиях с другими отделениями, — они были отделены от остальных палат капитальными стенами и снабжены отдельным входом. Также в городской больнице наличествовали сифилитическое отделение на 6 коек, хирургическое и терапевтическое отделения. В уезде существовал санитарный совет, возникший в 1890-е годы, который созывался по мере необходимости для решения насущных проблем, будь то вопросы организации медицины в уезде, санитарно-гигиенические мероприятия или распределение между участками средств, выделенных на медикаменты. Медицинский персонал имел право на ежегодный отпуск длиной в месяц, а врачи и фельдшерский персонал пользовались научными командировками в Воронеж длиной в три или в полтора месяца с субсидией от земства, при этом для получения права на командировку было необходимо прослужить в уезде не менее двух лет. Ежегодно весной и осенью в городе и уезде практиковалось оспопрививание, также в поселениях Валуйского уезда имел место санитарный надзор за школьниками, однако из-за многочисленности школ такие осмотры не могли быть систематическими и несли «случайный характер». Прошедший в апреле 1908 года санитарный совет ввёл бесплатное лечение, как стационарное, так и амбулаторное, причём земская управа заключила соглашение с соседними уездами о бесплатном лечении их амбулаторных больных.
22 мая (4 июня) 1906 года при архимандрите Игнатии (Алексеевском) на территории монастыря был заложен Свято-Николаевский собор. Он был освящён архиепископом Воронежским и Задонским Тихоном при стечении более 50 тысяч паломников 1 (14) сентября 1913 года — к 300-летию царствующей династии Романовых и к 300-летию со дня основания монастыря. Храм был возведён из кирпича монастырского завода и первоначально был украшен снаружи гипсовыми изваяниями святых, покрыт коричневой клеевой краской, имел железную кровлю и позолоченные кресты и купола. Храм вмещал во время богослужений 3 тысячи человек, имел фаянсовый иконостас и иконы, изготовленные в Москве. Кроме того, незадолго до освящения собора, а именно 21 февраля (6 марта) 1913 года, по всему уезду прошли торжественные литургии в честь 300-летия правящей семьи. В городе многие здания были украшены флагами и фонариками, а в окнах были вывешены вензеля и портреты императора. По окончании богослужения крестный ход направился от Владимирского собора к зданию Петровско-Казацкаго волостного правления, где около памятника Александру II был совершён молебен и исполнен гимн «Боже, Царя храни».
В Первую мировую войну при мобилизации 18 (31) июля 1914 года был развёрнут Валуйский пехотный полк с порядковым номером 290, который находился в составе 73-й пехотной дивизии. В октябре—ноябре 1914 года солдаты пехотного полка участвовали в освобождении города Вержболов (ныне литовский Вирбалис) и захвате немецких поселений Эйдткунен и Шталлупёнен. По сообщению одного из солдат полк был сформирован преимущественно из мужчин старше 35 лет, которые принадлежали «нижним чинам» и бросили свои дома и семьи на волне общего патриотического подъёма. В марте 1917 года 73-я пехотная дивизия была уничтожена на Черевишенском плацдарме.
В ходе войны город стал одним из пунктов приёма беженцев. 16 (29) ноября 1915 года харьковская газета «Южный край» сообщала, что 56 семейств беженцев (294 взрослых и 23 детей) из Лифляндской и Волынской губерний и Галиции были отправлены в Валуйки с Балашовского вокзала. «Валуйский земский листок» регулярно обращался к теме беженцев. Так, 17 февраля (1 марта) 1916 года редакция перепечатала письмо местного жителя Михаила Ковнера: «На улицах Валуек часто вижу детей-беженцев, плачущих от холода. Их ручонки красны, а сквозь рваные башмаки вылезают голые пальчики. Приближается Рождество. У многих детей будет елка. Этим же деткам мало радости принесёт Рождество. Прилагая посильную жертву (1 руб.), думаю, что взамен поздравительных телеграмм, карточек, найдутся чуткие люди, которые пожертвуют на рукавицы, носки и шарфы детям беднейших беженцев, приютившихся в Валуйках». В городе нередко проходили благотворительные спектакли в поддержку российской армии. Например, в декабре 1916 года в одном из валуйских лазаретов для раненных устроили елку. Во время праздника показали «Букет» Игнатия Потапенко, «Предложение» и «Хирургию» Антона Чехова.
Перед Февральской революцией жители испытывали дефицит товаров первой необходимости. В январском выпуске «Валуйского земского листка» говорилось, что «исчезание того или иного продукта первой необходимости в Валуйках представляет собой, к сожалению, весьма нормальное явление». В городе закончилась соль, кончались запасы муки, в обувных магазинах истощились запасы обуви и калош, цены на мясные и молочные продукты существенно выросли. Жители жаловались на плохое качество керосина, рафинада и мыла. Согласно публикациям местной газеты свершившуюся революцию горожане и жители уезда приняли не без энтузиазма. В марте 1917 года «Валуйский земский листок» опубликовал письмо, в котором читатель рассказал о выборах в общественный распорядительный комитет Уразово, уделяя внимание тому факту, что «в число членов Комитета вошло две женщины, что особенно ясно говорило о проведённом равноправии». Всю деятельность автор предлагал направить «к закреплению полученных гражданских прав». В Валуйках были организованы выборные Советы рабочих депутатов и Советы солдатских депутатов Валуйского гарнизона. При этом Советы солдатских депутатов сразу же начали активно действовать и направили несколько человек в Валуйский уезд, где они должны были успокоить крестьян, поджегших имение князя Щербатова. Также был объявлен сбор пожертвований в пользу Совета «на великое дело просвещения солдат». Некто Волков в своём комментарии, описывающем деятельность Временного правительства, со следующими словами обращался к жителям уезда:
|  | Если жадное до крови самодержавие расстреливало рабочих и других граждан, когда они осмеливались сообща подать свой голос, если оно мстило населению за его крик от боли рабского существования своими военно-полевыми судами, сотни вешая и тысячи направляя в тюрьмы и (в) Сибирь, то с этим ещё можно было мириться. Самодержавие – виселица – расстрелы – каторга – это необходимое дополнение одного к другому, терпишь самодержавие — терпи и его бесплатные приложения. Но почему нельзя было писать о помощи нашим военнопленным? ‹…› Теперь ничего подобного не будет. Каждый гражданин может писать и говорить все, в чем он убеждён, во что верит. Пока нельзя только касаться таких вопросов, знаниями которых может воспользоваться враг. |

9 (22) мая 1917 года в Валуйках начались выборы в Валуйский уездный исполнительный комитет, при этом выборам предшествовала оживлённая агитация. Отмечалось, что «выполнить свой гражданский долг являлись даже глубокие старики и старухи». В городе организовали так называемый «заём свободы», чтобы помочь армии, и призывали покупать облигации этого займа. В ходе митинга в поддержу займа крестьяне Борисовской волости купили облигации на сумму в 10 500 рублей. Кроме того, ряд уездных волостей отправил к элеватору дарственный хлеб для военных. Социал-революционеры предполагали провести в городе Съезд крестьян, на котором должна была присутствовать «бабушка русской революции» Екатерина Брешко-Брешковская. Между тем, общественность города начала терять к революции былой интерес. «Право, скучно теперь на митингах. Одно и то же: слова и слова. И в больших и малых городах непреодолимое, нескончаемое словоизвержение», — писал один из горожан. Другой местный автор напоминал об ответственности граждан за своё будущее: «Раз у нас произошла Революция, это другими словами значит, что мы (хотя и не все) доросли, что мы духовно созрели до самопонимания, до самоопределения. Так мы же должны помнить это. Не терять своего достоинства перед лицом всего мира. ‹…› Нужно работать не покладая рук; у нас ведь на очереди разрешение самых трудных и самых серьёзных вопросов».

Валуйки в 1900-1917 годы
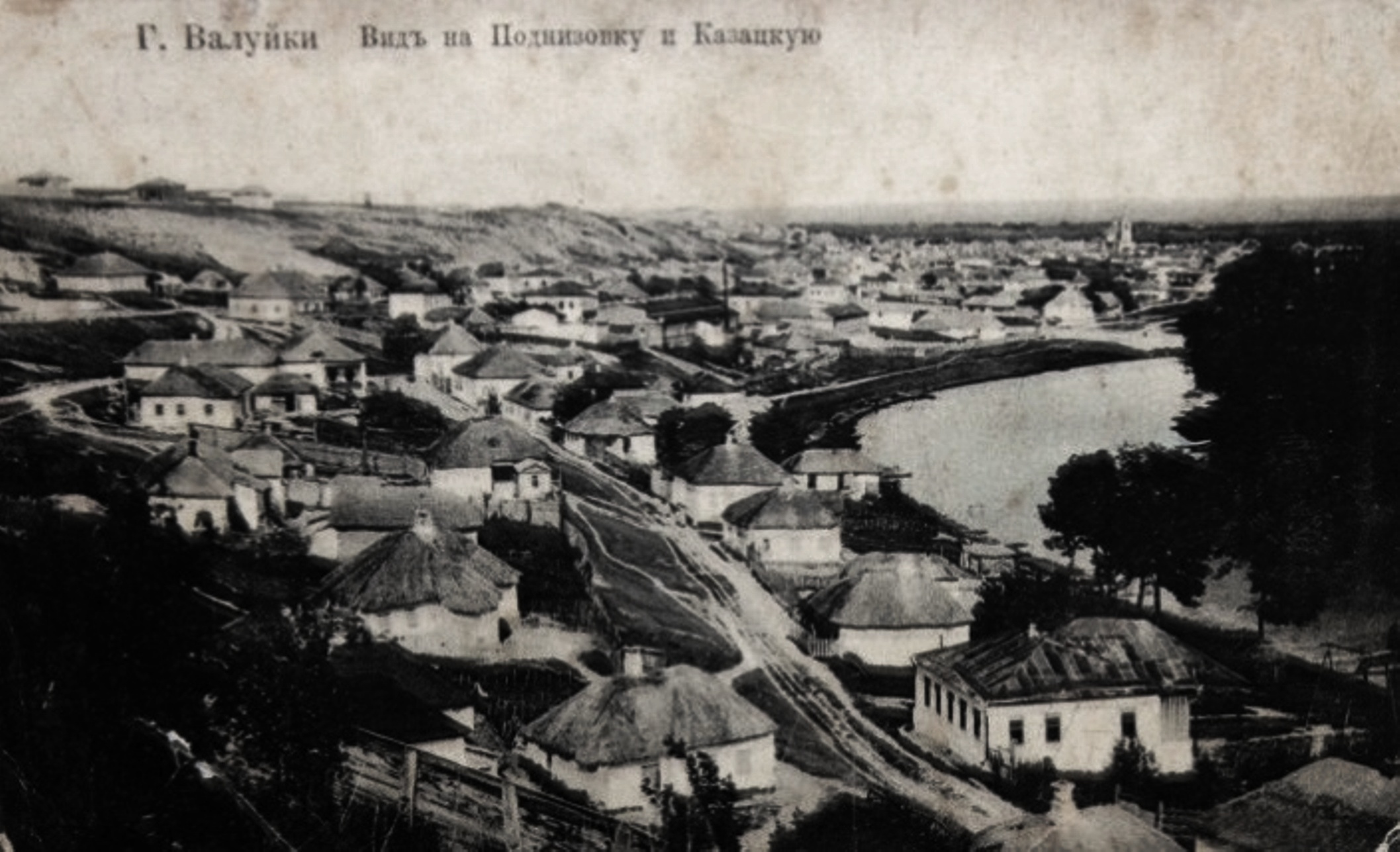
Вид на Поднизовку и Казацкую
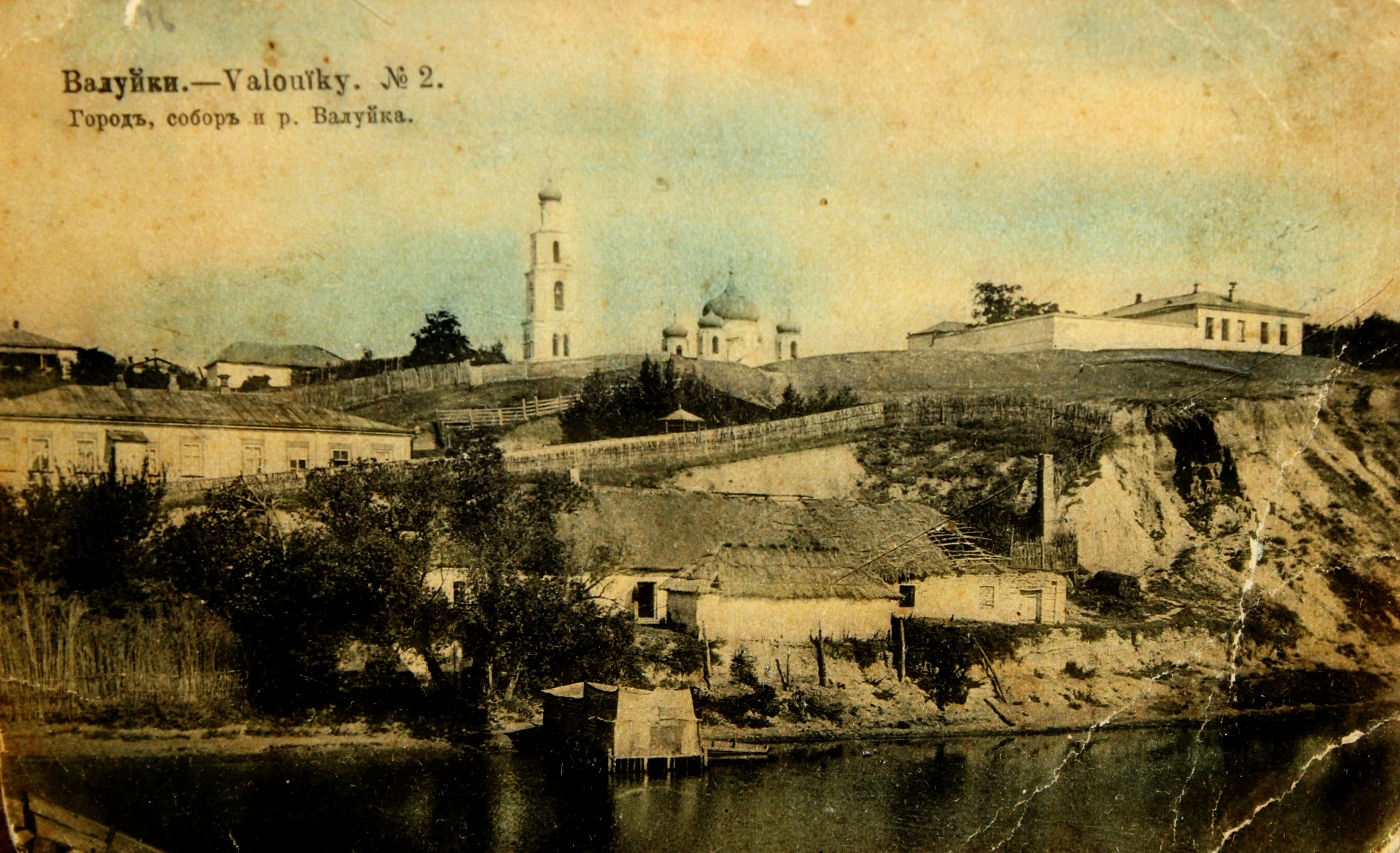
Вид на город и Владимирский собор
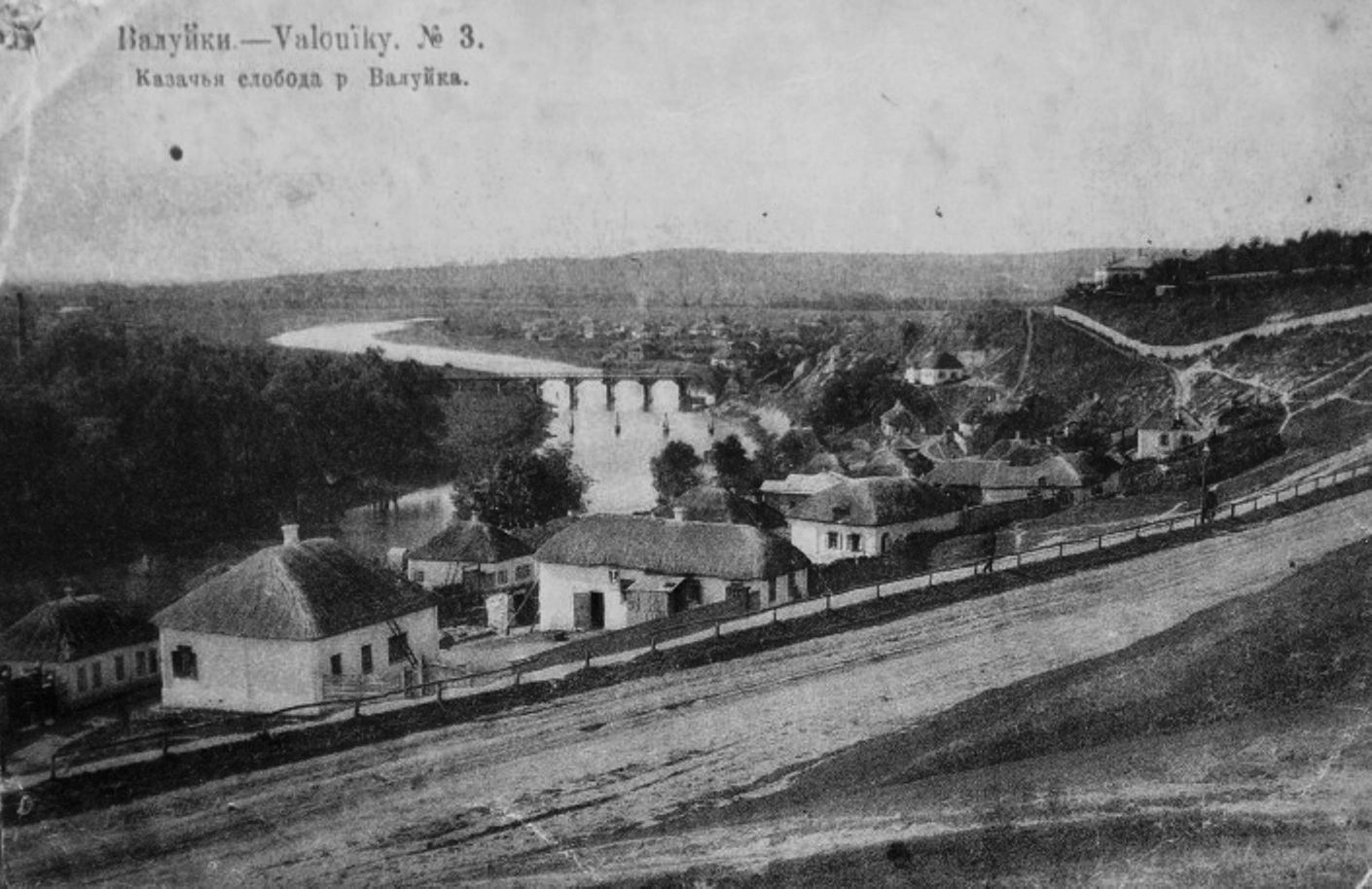
Казачья слобода (сегодня район улицы Луначарского)
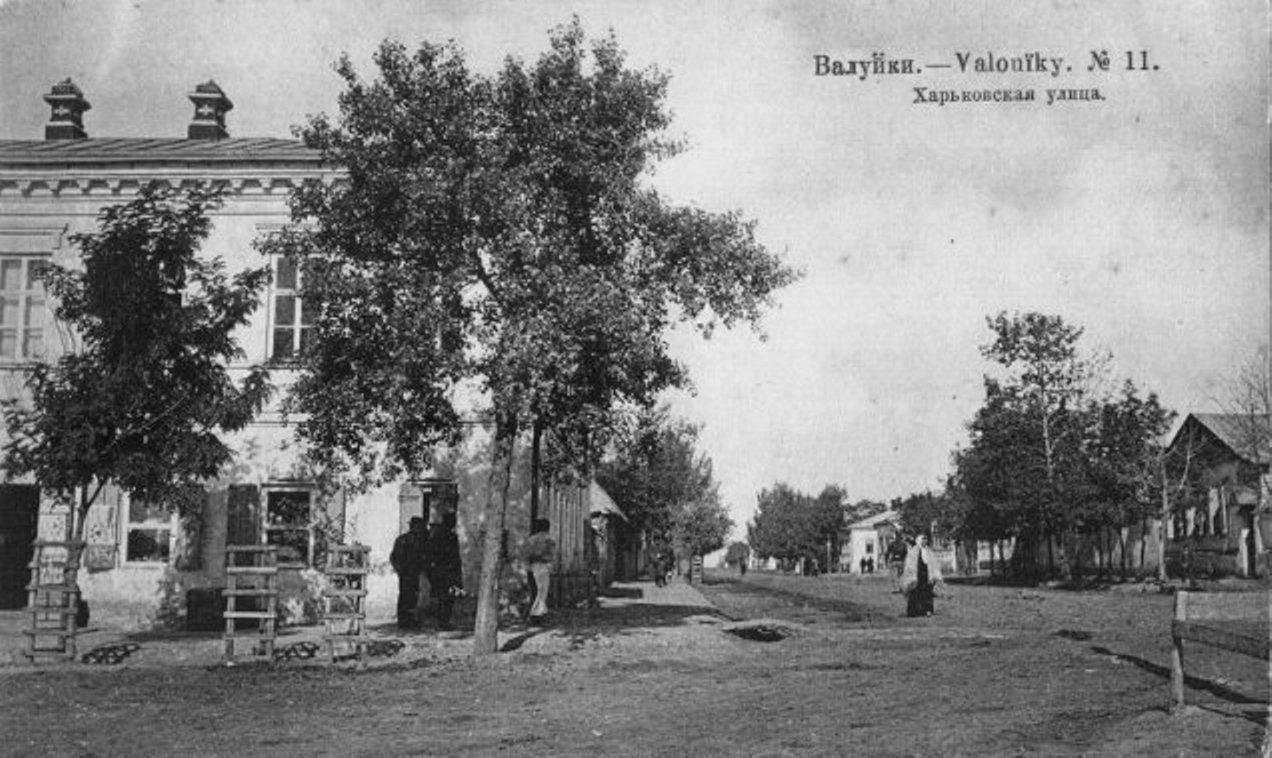
Харьковская улица (сегодня улица имени М. Горького)

### 1918—1941 годы

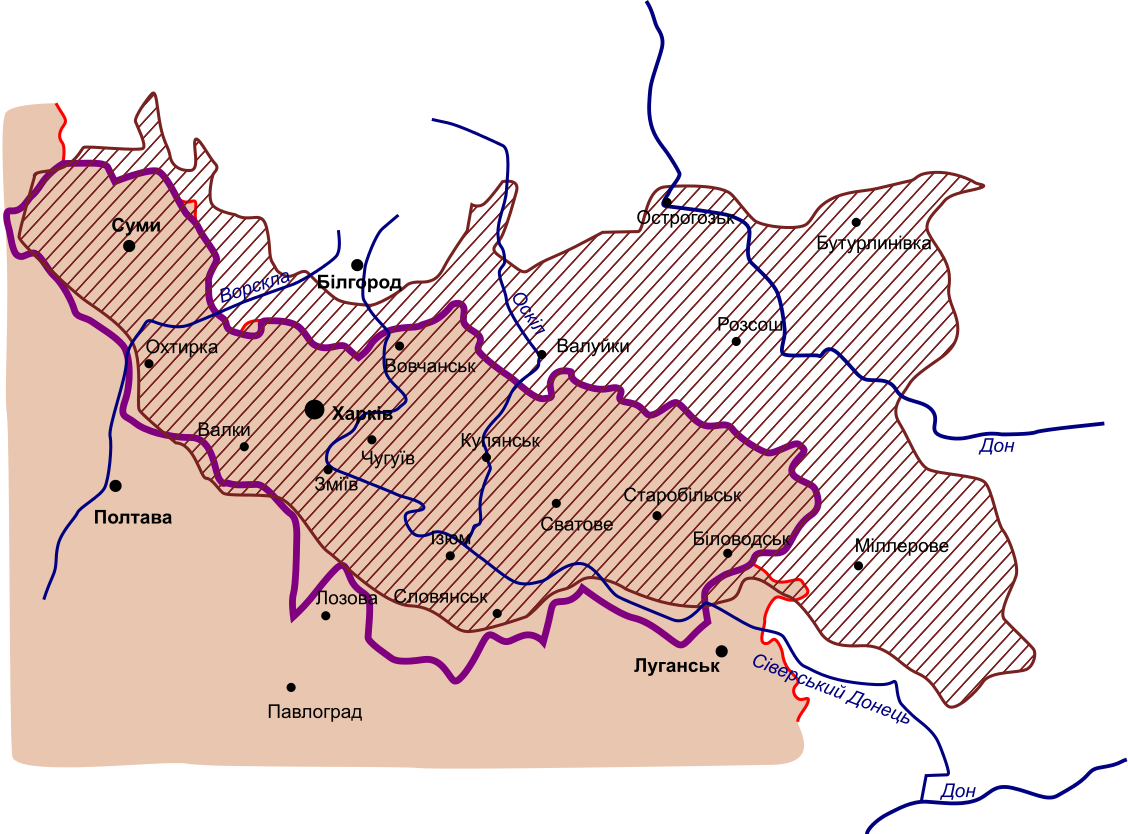
Валуйки и Валуйский уезд относились к исторической области под названием Слободская Украина, отмеченной штрихами

В конце XIX века в Валуйском уезде распределение населения на городское и сельское сопровождалось определёнными этническими различиями: если в самом городе доля русских составляла около 95 процентов, то в окружающих его сельских поселениях доминировали украинские жители, которых насчитывалось более 52 процентов. Благодаря этому Павел Скоропадский, гетман Украинской Державы, предъявил права на территорию Валуйского уезда и присоединил его к новообразованному государству. Ещё 2 мая 1918 года Воронежский губисполком дал указание Валуйскому Совету провести съезд и сход граждан по вопросу об оставлении уезда в составе РСФСР. 11 мая Уездный Совет крестьянских и солдатских депутатов решил не присоединяться к «гетманской Украине». Однако уже 21 мая 1918 года сообщалось, что, несмотря на заключённое перемирие, немцы переходили демаркационную линию. Тогда же был захвачен пленный германский офицер с планом наступления на Валуйки. Спустя несколько дней, а именно 23 мая, город всё-таки был захвачен немецкими и украинскими войсками, и 24 мая в 3—4 часа утра победители вошли в Валуйки: «На площади выстроился в ожидании немцев весь цвет буржуазии и её прихвостни… Все преподаватели Валуйских бухгалтерских курсов… Как только немцы заняли город, подвезли 10 вагонов водки, сгрузили в элеваторе. Бойко начали торговать».
21 июня в Харькове было подписано новое перемирие, в результате которого Валуйский уезд был разделён на несколько участков: одна часть, включая Валуйки, оказалась занята германцами и украинцами, другая часть — отрядами красных партизан, которые расположились на линии сёл Мандрово — Никитовка — Старо-Ивановка — ст. Бибиково — Принцевка. После заключения перемирия владельцы вернулись в свои разорённые поместья и начали их восстанавливать, а также потребовали с крестьян арендную плату за землю украинскими карбованцами. Валуйки, по словам корреспондента газеты «Южный край», превратились в центр для беженцев, которые бежали от большевиков со всех мест: «Беженцами полны гостиницы, постоялые дворы и частные квартиры». Особенно много их было из слободы Никитовка, и принадлежали они, прежде всего, к интеллигенции, купечеству, бывшему офицерству. Городская тюрьма оказалась переполнена заключёнными, которых подозревали в сотрудничестве с большевиками. Ночью в яру, за городом, расстреливали всех, кого считали виновными. Впрочем, красные партизаны вели себя не лучше, убивая тех, кто помогал немцам и украинцам. Всё это, однако, продлилось недолго, потому что уже в ноябре немцы стали покидать город из-за наступления большевиков, и 27—28 ноября 1918 года весь уезд был занят красными повстанцами.
Но красным не удалось закрепиться в городе, и к 12 июня 1919 года Валуйки были освобождены «добровольческо-казацком фронтом», о чём упомянул в своих дневниках Пётр Евграфович Ковалевский, прибывший в Валуйки 16 июля и остановившийся у Николая Подвигина, главного управляющего имением Ковалевских. «На заре подъехали к Валуйкам. Станция, как и прежде, скучная, с бесконечными путями, масса товарных вагонов, толпы людей, которые, несмотря на ранний час, ходят по платформам, солдаты, горки шрапнелей, снаряды. Дом в Казацкой слободе, где жили Подвигины, ещё спал. Около дома — пыльный двор с колодцем, из которого нельзя пить воду, настолько она бела от извёстки, кругом поля, а вдали, под холмами, монастырь», — писал Ковалевский. Он не задержался в Валуйках, отправившись в своё имение, располагавшееся в Ютановке. Однако уже 5 августа он вернулся в город: «Кое-кто из мужиков предупреждал меня, что если придут красные, то первым делом убьют меня. Рисковать было не к чему». 6 августа началась эвакуация перед прибытием красных:
|  | Ночью нас всех разбудил стук в дверь. Пришли предупредить, что Валуйки эвакуируются в спешном порядке. На улицах несмолкаемый гул от проходящих обозов. Военные власти и учреждения уже эвакуировались. Наскоро оделись, собрали вещи и поехали на вокзал. Там Ходынка, толпы народа. Стоят, ждут, лежат повсюду. Общий глас — надо отступать всем народом. Спрашиваю одного мужика, куда он едет. Оказывается, это сапожник из Бирюча, ушёл от красных и вместе с ним ушло человек 200. Почему? Не знает. „Все ушли, народ весь поднялся, ну и я пошёл, жисти нет“, — прибавляет он. Поездов никаких. Все вагоны и паровозы реквизированы военными. Благодаря энергии Николая Петровича [Подвигина] через начальника станции Орлова получили товарный вагон, в котором умещается человек 35, но паровозов нет и, видимо, все так и останутся в Валуйках на станции. Прибывают все новые и новые беглецы. Уезжает все интеллигентное общество, лавочники, мастеровые. Настоятель собора с женой беспомощно мечется по платформе. Все вагоны набиты до отказа. У нас сидят все свои: кроме Подвигиных, о. Сергий с Верой, Кютт, Цыганек с женой и много служащих. Они все приехали ночью. О. Сергий все время повторял: „Зачем я уехал. Мне не надо было покидать своей паствы. Зачем меня заставили ехать?“ Целое утро и полдня ищут „тяги“. Наконец, из Купянска приезжает товарный паровоз необыкновенной силы, и состав в 60 вагонов медленно двигается с места. За ним бегут оставшиеся люди, цепляются за буфера, влезают на крыши. По дорогам исход, идут пешком, не зная, куда, с котомками за плечами. |

К концу 1919 года в городе серьёзно обостряется продовольственная проблема, а летом 1920 года она становится первоочередной, поскольку, рассчитавшись по продразвёрстке, многие крестьяне влекли голодное существование. Кроме того, сбор продразвёрстки часто сопровождался беспрецедентным произволом. Известна история, когда в уезде при упродкоммисарах Чарском и Жаворонкове практиковалось изъятие всех запасов продовольствия, а не только одних хлебных излишков. В то же время крестьян, которые не выполнили те или иные нормы, обливали водой на морозе, публично избивали, производили полную конфискацию их имущества, уничтожали жилища этих крестьян и отбирали племенных лошадей. Ближе к осени 1920 года под воздействием пропаганды повстанческой армии Нестора Махно в лесах Валуйского уезда создаются небольшие вооружённые шайки «зелёного движения». При поддержке этих отрядов местное население оживлённо включается в борьбу против советских властей. В частности, в слободе Никитовка вспыхнуло восстание. Существовало всего несколько таких отрядов, и численность их была невелика: от 25 до 100 сабель. Бунтовщики расстреливали партийцев, делали набеги на валуйские села, разгоняя ненавистные им советы и сжигая всю переписку, которая касалась продразвёрстки, мобилизационного учёта и борьбы с дезертирством. Благодаря соседству уезда с Советской Украиной, туда периодически заходили повстанческие формирования не местного происхождения. Например, в июле 1921 года в Валуйском уезде оказался Нестор Махно, преследуемый конным корпусом Нестеровича. Впрочем, его отряд там не задержался, Махно перешёл в район Евстратовки (ныне село в Россошанском районе), где разобрал полотно железной дороги и остановил один из эшелонов, после чего разоружил его и вернулся на Украину.
В революционное время сильно пострадали архивы города и уезда. В 1920 году научный сотрудник архивного бюро Воронежской губернии Олейников предпринял поездку по губернским городам, в ходе которой выяснились масштабы потерь в Валуйках. Должностные лица были совершенно не заинтересованы в судьбе архивов. Олейникову удалось найти остатки архива городской управы, при этом одна его часть была сложена в маленькой комнате, а другая — в сарае, то есть находились они в помещениях, не приспособленных для хранения документов. Известно, что Райисполком без разрешения передал на уничтожение все архивные фонды 56 учреждений Валуйского уезда, где имелись ценные материалы по истории белогвардейского движения, Украинской державы гетмана Скоропадского, документы о повстанческих отрядах, об установлении советской власти, а также многочисленные чертежи и статистические сведения.
Картина работ чрезвычайно красивая. Хохлы, хохлушки (с бусами на шее, в расшитых сорочках), волы, костры, тачанки — все это гремит, движется каруселями у плотины, блестит на солнце лопатами, а надо всем стоит бич — десятник, не дающий задуматься созерцательной украинской нации. Хорошо. Это — фронт, это напор и действительная работа. Скоро пришлю гору фотографий. Очень трудно было в Валуйск<ом уезде> достать фотографа. Оказывается, там один фотограф, и когда я приехал, он умирал. Ничего нельзя было сделать. Ведь провинция у нас сущая. Только раскачиваем народ.
В 1920-е годы предпринимаются попытки украинизации Валуйского уезда в связи с тем, что часть населения уезда говорила на украинском языке и ассоциировала себя с Украиной, то есть была носителем определённой национальной идентичности, чему существует довольно много свидетельств. Так, сельский корреспондент П. Самоорало писал: «Мы все кричим и протягиваем свои мозолистые руки к родной Украине» (укр. Ми всi кричимо i простягаемо свої мозолястi руки до рідної України). А жители одной из уездных волостей на сходе 5 января 1925 года постановили: «Никто не спрашивал нас, хотим ли мы в состав Украины или России, ведь нашу судьбу решали прикреплённые к Украине русские из разных русских губерний, которые служат во всех учреждениях и стремятся присоединить нас к России и на том покончить. Мы, граждане, просим об освобождении от России и о присоединении к родной матери-Украине. Пусть наши дети будут вольными украинцами. Пусть они развиваются на своём родном языке» (укр. Ніхто нас не запитував про бажання до України чи до Московщини, а судьбу нашу вирішували о прилученнi до України русаки різних руських губерній, котрi скрізь служать по учрежденіях i вони стараються, щоб к Московщинi приеднатися i так вирішили. Ми, громадяни, просимо о визволеннi нас від Московщини i прилученнi до рідної матерi-України. Хай наши діти будуть вільними українцями. Хай вони розвиваються на своїй рідній мовi). Однако местные чиновники неохотно содействовали политике украинизации. На просьбу вышестоящих властей узнать, есть ли учителя, которые могли бы приступить к занятиям на украинском языке, и указать, какие населённые пункты в этом нуждаются, Валуйский Отдел народного образования ответил, что таковых в уезде нет. Учительница Уразовской школы 1-й ступени Шарова говорила о том, что местная власть не заинтересована в изменениях в образовательном процессе, и заведующий школой выступает против обучения на украинском языке, хотя крестьяне интересуются школой и помогают ей.
В первой половине 1920-х годов началась электрификация СССР, не обошедшая стороной и Валуйки. В июне 1923 года в городе была создана трудовая электротехническая артель, которая заключила договор с Харьковским отделением Электротреста Центрального района на обустройство электростанции, сети и проводки в Валуйках, насчитывавших на тот момент около 3500 дворов. Электротрест намеревался установить локомобиль с динамо-машиной постоянного тока мощностью 70 кВт при напряжении 2×220 вольт. Хотя установка несла преимущественно осветительный характер, предполагалось также произвести электрификацию водопровода. Новая электростанция была запущена 7 ноября 1923 года в честь шестой годовщины Октябрьской революции. Празднование годовщины состоялось в «залитом электрическом светом театре», где установили примерно 140 лампочек. Сообщалось, что большое количество лампочек установили также в клубе, в государственных учреждениях и в ряде домов «частных граждан». Свыше 80 многосвечных лампочек освещали городские улицы. После водопровода к электрической сети планировалось подключить элеватор и железнодорожные мастерские.

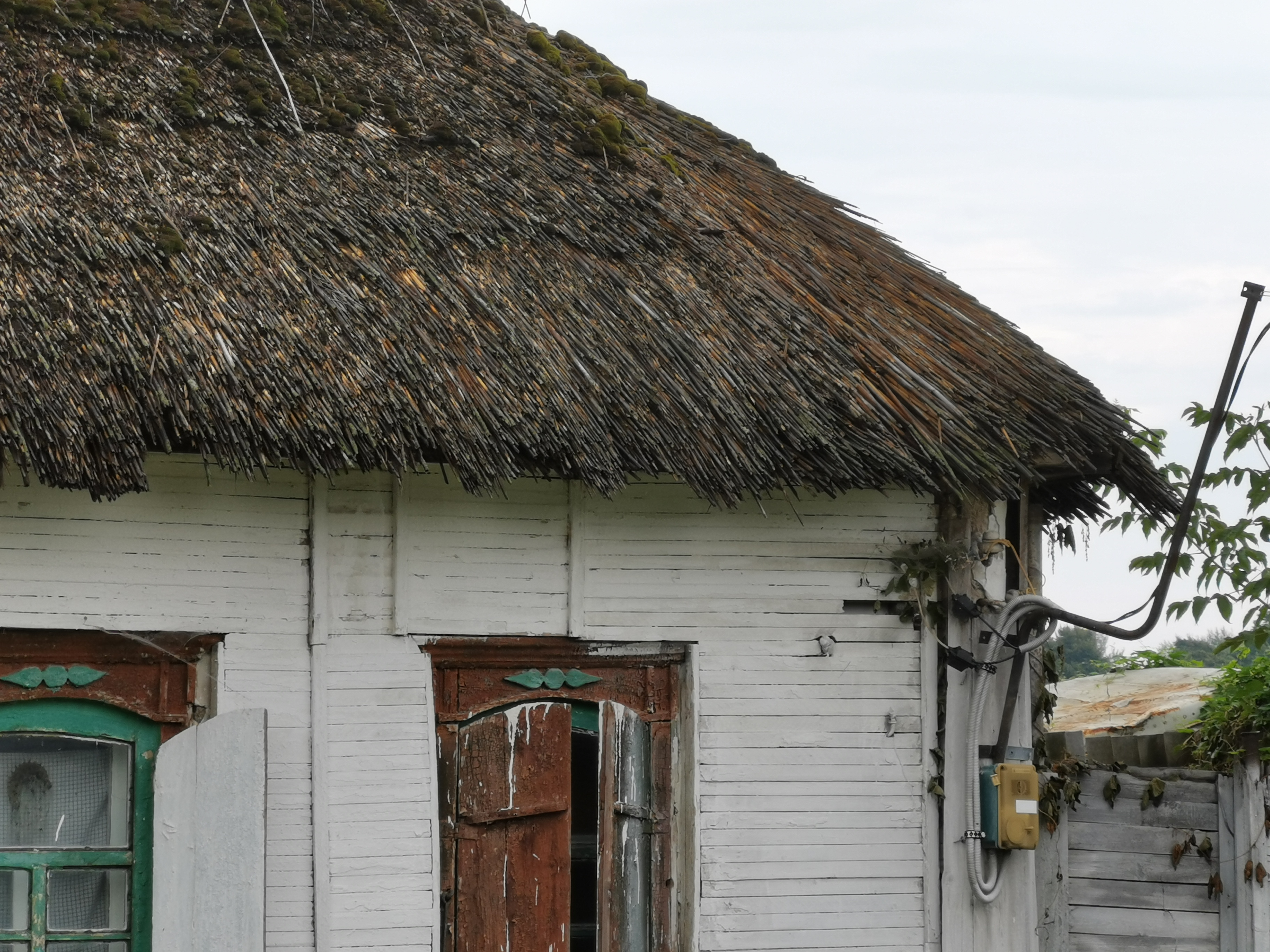
Современная украинская хата по адресу улица Володарского, 27

10 декабря 1924 года руководство Валуйского уезда направило в Воронеж рапорт с результатами голосования делегатов внеочередных районно-волостных съездов советов по поводу перехода Валуйского уезда в состав Украины. Из рапорта следовало, что за присоединение к Украине высказались четыре волостных района, включая Валуйский и Уразовский, тогда как против присоединения проголосовали депутаты пяти волостных районов, все из которых располагались севернее Валуек. Те делегаты, которые голосовали за присоединение к Украине, исходили из территориальной близости Валуйского уезда к УССР, а также из предположения, что на Украине больше хлеба, что было немаловажным для крестьянства. Противники присоединения обращали внимание на трудность украинского языка. Руководство Валуйского уезда отметило, что — хотя большинство районно-волостных сходов высказалось против присоединения к Украине (5 против 4) — все 18 сельских сходов проголосовали за выход из состава РСФСР: значительная часть местного крестьянства считала Украину более экономически мощным регионом, чем Центральная Россия. В то же время уездная конференция учителей проигнорировала голосование 18 сельских сходов и высказалась не в пользу присоединения, полагая, что в культурном и политическом плане население Валуйского уезда тяготеет к РСФСР и что «ломка в настоящее время вызовет застой в культурной жизни населения». 15 декабря 1924 года — по итогам голосования и гражданского обсуждения — на заседании очередной сессии Валуйского уездного исполнительного комитета было принято решение оставить город Валуйки и Валуйский уезд в составе РСФСР.
В результате административной реформы в 1920-х уезд, как административная категория был упразднён, поэтому с 1928 года город был включён в состав Острогожского округа Центрально-Чернозёмной области. В 1930 при ликвидации округов город стал административным центром Валуйского района, который в 1934 году отнесли к Курской области (её частью район оставался до формирования Белгородской области, то есть до 1954 года).
Голод в СССР в 1932—1933 годах коснулся города и района. Уже в 1932 году жители Валуйского района испытывали затруднения с хлебом и писали, что «по сёлам бродят нищие, голодные дети, брошенные родителями, валяются на улицах». 10 апреля 1933 в докладной записке областного чиновника сообщалось о напряжённой ситуации с продовольствием. Люди были вынуждены питаться суррогатным хлебом (главную примесь составлял жмых), из-за чего в отдельных колхозах умирали дети и старики. Общие статистические данные за три месяца (январь—март) в сравнении с данными 1932 года дали увеличение смертности по сельсоветам на 67 процентов. Из сводок ОГПУ (9 марта 1933 года) следовало, что в Валуйском районе «отдельные колхозные хозяйства, не имея совершенно хлеба, питаются исключительно овощами и сушёными фруктами, причём запасы этих продуктов также приходят к концу», а некоторые из колхозников «подбирают павших животных и мясо их употребляют в пищу». Согласно данным сводок, в районе к тому времени было учтено до 30 опуханий от голода и несколько случаев голодной смерти. Из Двулученского сельсовета Уразовского района (сегодня — Валуйский район) уполномоченный по весеннему севу писал секретарю райкома партии, что здесь «колхозники умирают десятками в день»: «Например, 2 мая умерло 10 человек, 4 мая — 8 человек и много лежат больными». Голод наблюдался и в границах города, о чём упоминает в своих мемуарах профессор Тамбовского государственного технического университета Сергей Пономарёв:
|  | Моя мама вспоминала, что незадолго до голода 1933 года Ульяна Яковлевна сушила корочки и кусочки недоеденного хлеба и складывала получившиеся сухарики в холщовый мешочек. В голодные времена она доставала эти сухарики из мешочка, все члены семьи с удовольствием размачивали их в горячем чае и ели вместо хлеба, которого всем не хватало. Одно из воспоминаний моей мамы связано с тем, что в те трудные и голодные времена один из руководителей маслозавода, находившегося в городе Валуйки и производившего постное масло из семечек подсолнечника, обращался к её отцу (директору школы Шевченко М.К.) с просьбой дать ему небольшое количество тетрадей, необходимых предприятию как бумага для ведения делопроизводства. При этом он обещал дать взамен несколько кругов жмыха, являющегося отходом процесса производства подсолнечного масла. Мама с обидой в голосе говорила, что во время голода 1933 года все члены их семьи с удовольствием размачивали бы и ели этот жмых, но её отец не согласился на такой обмен. |

В 1934 году продовольственные проблемы всё ещё давали о себе знать, и это приводило к заметному росту религиозных настроений. В донесениях, в частности, говорится о том, что колхозницы Валуйского района «ходят на прополочные работы с Евангелием и во время обеденного перерыва читают о конце света». Российская историография убеждена, что голод 1932—1933 годов был вызван искусственно: его организовало сталинское руководство путем насильственной коллективизации, разрушившей сельское хозяйство.
Ещё в 1937 году результаты проверки Валуйской трудовой колонии для беспризорников и несовершеннолетних Управлением НКВД по Курской области показали «нетерпимые факты бездушного отношения к воспитанникам», «подмену принципов воспитания детей голым администрированием». Выяснилось, что в 1936 году из колонии бежали 235 воспитанников (25 %). Руководство колонии организовало «особый коллектив», размещённый в бывшей конюшне без потолка и окон, непригодной для жилья, куда воспитанники помещались за незначительные проступки. Спустя два года, в 1939 году, в трудовой колонии НКВД произошёл бунт. Как выяснилось из внутреннего расследования, к беспорядкам привели плохое бытовое обслуживание («имелись случаи попадания в пищу червяков, тараканов»), давление на детей (в штрафной изолятор отправляли даже за жалобы на плохие бытовые условия). В изоляторе воспитанники были вынуждены лежать на холодном полу. Были также зарегистрированы случаи избиения детей работниками охраны. Отмечалось, что «администрация Валуйской колонии не только не принимала мер по улучшению политико-морального состояния воспитанников, наоборот, встала на путь замазывания и сокрытия от ОТК УНКВД и НКВД СССР действительного положения в колонии, представляя заведомо ложные сведения о состоянии колонии, создавая видимость благополучия». По итогам расследования к виновным были применены дисциплинарные взыскания, а некоторых из них привлекли к суду.

### Вторая мировая война
В мае 1942 года германские войска начали бомбить город. Украинский режиссёр Александр Довженко, который квартировал в Валуйках, описал в своём дневнике одну из бомбёжек, произошедшую 28 мая:
|  | С восьми часов вечера до трёх с половиной утра громили сегодня немецкие бомбардировщики наши Валуйки. Сто две машины сбросили бомбы. Много народу померло, многое разрушено. Для Валуек это уже слишком. Зенитки выпустили десятки тысяч снарядов. Земля тряслась целую ночь, дрожал и раздирался воздух. Много передумал я в погребе. Пробовал заснуть в хате, плюнув на все, и заснул было, но через час проснулся от сильного взрыва неподалёку. Разнесло бомбой три дома. Я вышел в сад, в погреб, и все — больше не ложился. Это была страшная ночь. |

5 июля 1942 года советские органы и войска оставили город, который был оккупирован фашистскими войсками. Немцы грабили не только общественные склады и предприятия, но и дома жителей. Были разрушены школа № 2, районная библиотека, дом пионеров, детская техническая станция, контора связи, ресторан, вокзал, элеватор. Известно, что фашисты уничтожили целые кварталы. В деревнях Валуйского района германские войска обвиняли в партизанской деятельности людей, чья вина не была доказана, и расстреливали их либо расправлялись с ними другими способами. Уже 25 июля 1942 года оккупационные власти собрали совещание старост Валуйского района, в ходе которого были созданы две управы — городская и районная, при этом городская управа находилась в подчинении районной. На должность бургомистра городской управы назначили Сергея Остапенко, а районную управу поручили возглавлять Захарию Руденко. На второй день после назначения Остапенко бургомистром города он начал учёт материальных ресурсов по распоряжению коменданта. Был произведён учёт скота и птицы с целью обложить население налогами, а также для поставок мяса немецким военным. Кроме того, в октябре того же года Остапенко получил указание составить два списка местных жителей: в первом учитывалось постоянное население города, во втором — коммунисты и их семьи, комсомольцы, евреи, цыгане. Второй список содержал примерно 300 имён.

План города 1942 года с названиями основных улиц

Из 2513 работников Валуйского железнодорожного узла Московско-Донбасской дороги 2256 человек (практически 90 процентов) были связаны различными формами экономического сотрудничества с нацистами, оставшись работать в период оккупации. Вместо хорошо налаженного пассажирского сообщения железнодорожники, в основном, осуществляли воинские перевозки. Сотрудничество не было добровольным. Фактически, оккупационные власти ввели обязательное прикрепление работников к предприятиям. Особенно это касалось транспортных перевозок. Например, в распоряжении бургомистра города Валуйки старосте села Новоездоцкое от 9 августа 1942 года говорилось: «…Прилагаю список лиц, работающих на железной дороге, не являющихся на службу. Требую всех направить по месту работы на транспорт. Не являющиеся будут доставлены с конвоем. В колхозе работу не предоставлять». Спустя три недели после данного распоряжения железнодорожники не вернулись на свои рабочие места, поэтому 20 августа 1942 года был сформирован список работников, подлежавших выселению из железнодорожных домов Соцгородка. Староста должен был предупредить граждан о необходимости освободить занимаемые квартиры к 25 августа, в противном случае их следовало выдворить при помощи местных полицейских.
8 сентября 1942 года Валуйская штандарткомендатура выпустила приказ «О сдаче оружия, патронов и военного снаряжения», адресованный жителям Валуйского района, Волоконовки и Уразово. Согласно этому приказу все оружие и амуниция должны были быть переданы местному бургомистру до 30 сентября. Неподчинение этому приказу предполагало смертную казнь. Вместе с тем 25 сентября 1942 года вышел приказ начальника полиции города Валуйки «О подозрительных лицах и комендантском часе», исходя из которого жителям города и района запрещалось появляться на улице с 20 часов вечера до 4 часов утра. Нарушителей комендантского часа штрафовали на 5000 рублей, а «подозрительных лиц» арестовывали, помещали в тюрьму и заносили в список неблагонадёжных. Уже 23 октября 1942 года комендант города капитан Бааде отправил специальное указание бургомистру о том, что могилы павших немецких и союзных солдат должны содержаться в надлежащем виде. Нарушение этого постановления также наказывалось смертью.

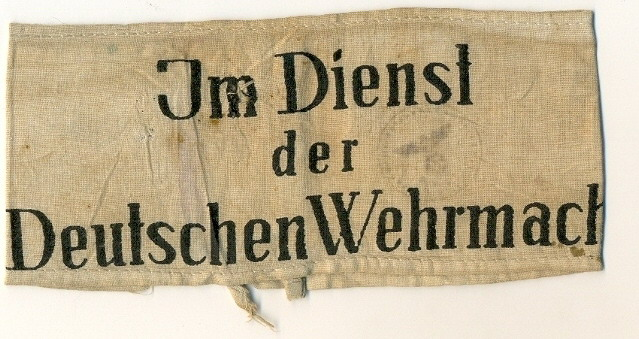
Нарукавная повязка хиви со словами «На службе Вермахта»

Опорой оккупационного режима была вспомогательная полиция. По свидетельству бывшего служащего валуйской полиции Капустина, «все лица, работавшие в период немецкой оккупации в Валуйской полиции, на службу в полицию поступали добровольно». Датой создания городской полиции можно считать 14 октября 1942 года, когда заместитель коменданта города Валуек обер-лейтенант Цабель подписал документ, регламентировавший её функции и состав. Каждый коллаборант, решивший стать полицейским, носил повязку со словами «На службе Вермахта» (нем. Im Dienst der Deutschen Wehrmacht). К концу 1942 года общее число работников полиции составило 149 человек, из них 57 % по социальному происхождению являлись рабочими. Основная задача, которая возлагалась на полицию немецкими оккупантами, заключалась в проведении карательной политики против партизан и в укреплении фашистского тыла. Также полиция арестовывала тех, кто саботировал распоряжения оккупационной администрации, и занималась экспроприацией имущества советских граждан. Среди полицейских процветало пьянство. В тюрьме служащие полиции практиковали пытки и насиловали женщин. Кроме того, перед освобождением Валуйского района в тюрьме имели место массовые казни военнопленных.
Распределение служащих Валуйской городской и районной полиции по социальному составу в декабре 1942 года
 Учащиеся (14 %) Крестьяне (29 %) Рабочие (57 %)
Новый режим поддерживала и определённая часть священнослужителей. Так, архиепископ Острогожский и Валуйский Алексий, обращаясь к пастве через средства печати, 12 октября 1942 года писал: «Милосердный Господь в лице благороднейшей личности Адольфа Гитлера дал спасение церкви и избавил от жидовского ига православный русский народ». Главой районной управы был назначен священник местной церкви Руденко. В общем, оккупационные власти использовали религию в попытке усилить идеологическое воздействие на верующих советских граждан. По этой причине, например, на территории Валуйского района разрешалось отмечать христианские праздники, такие как Рождество, Крещение и Сретение, хотя в распоряжении шефа Валуйского района бургомистру Рождественской сельской управы от 12 декабря 1942 года указывалось, что праздновать эти даты следовало по новому стилю: 25 декабря, 6 января и 25 февраля соответственно.
18 ноября 1943 года Чрезвычайная государственная комиссия по установлению и расследованию злодеяний немецко-фашистских захватчиков осмотрела места массовых захоронений в лесу «Валуйская дача». В бывших землянках было обнаружено не менее 140 трупов. При вскрытии одной ямы около оврага (правее дороги, идущей через аэродром) комиссия обнаружила не менее 130 трупов. При вскрытии трёх ям в бывших авиационных гнёздах нашли не менее 190 трупов. Все обнаруженные тела были одеты или полураздеты, в гражданской одежде, пиджаках или платьях. Рядом с могилами были найдены стреляные гильзы от немецких и венгерских винтовочных патронов. Тела погибших были предъявлены их родственникам для опознания. Путём осмотра этого и других мест погребений, располагавшихся около Рождествено и Тимоново, было установлено, что в общей сложности на территории Валуек и Валуйского района оккупационные власти расстреляли по меньшей мере 540 советских граждан.
19 января 1943 года Валуйки были освобождены от гитлеровских войск советскими войсками Воронежского фронта в ходе Острогожско-Россошанской наступательной операции. Произошло это при следующих обстоятельствах: в 5 часов утра 19 января отряд 7-го кавалерийского корпуса вышел к железнодорожной станции и попал под очень сильный перекрёстный огонь танков и артиллерии противника, поэтому пришлось обойти станцию двумя километрами южнее и при случае захватить переправу через реку Валуй. В то же время другое подразделение овладело северной частью города и отрезало пути отступления на Волоконовку. К 12 часам дня город был занят советскими войсками, и военные пленили три тысячи солдат и офицеров 8-й итальянской армии.

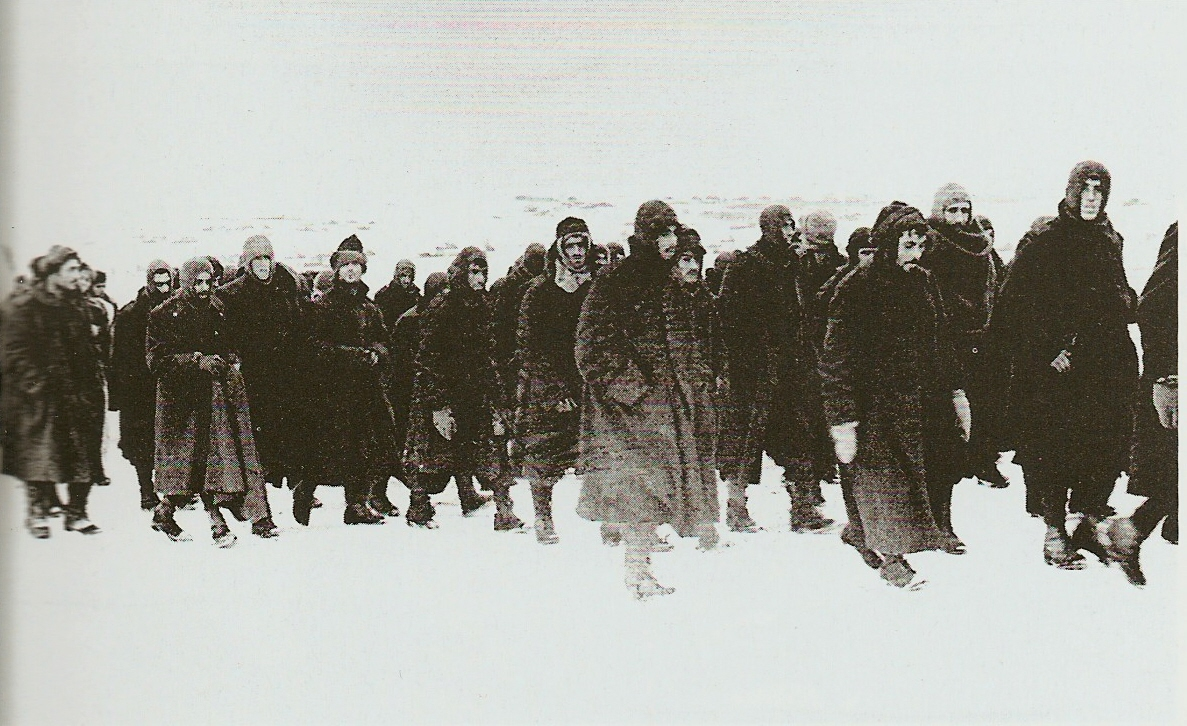
Итальянские военнопленные в 1943 году

21 января итальянские дивизии, пытаясь выбраться из оцепления, были заблокированы перед Новопостояловкой в Воронежской области и в ходе боёв потеряли тысячи человек. После сражения остатки двух альпийских дивизий «Юлия» и «Кунеэнзе» больше не могли вести боевые действия, поэтому генерал Габриэле Наши решил отступать к узловой станции Валуйки, которая, по расчётам, должна была находиться в руках вермахта. Однако в результате разгрома колонны этих дивизий были в разобщённом состоянии. Из-за сильной метели дороги занесло снегом, и штаб не имел возможности контактировать с подразделениями по радиосвязи. Именно из-за отсутствия связи генерал Наши не получил приказа генерала Итало Гарибольди о том, что дивизии «Юлия», «Кунеэнзе» и «Виченца» должны прекратить движение к Валуйкам, уже захваченным советскими войсками. Поскольку дивизии не знали об этом приказе, они продолжили свой путь. 27 января всех оставшихся в живых альпийцев взяли в плен солдаты 7-го советского кавалерийского корпуса. Генерал Михаил Казаков вспоминал, что ярким солнечным днём 11-я гвардейская казачья кавалерийская дивизия встретила итальянцев залпом «Катюш», а затем их атаковала, так что в непродолжительном бою они потеряли до 1500 человек убитыми и ранеными: «Началась массовая сдача в плен. Жалко выглядели эти люди. Среди голодных солдат и офицеров было много обмороженных. Даже старшие начальники, одетые несколько теплее, после десяти дней плохо организованного отхода производили весьма унылое впечатление».
Свидетелем освобождения города стал будущий доктор геолого-минералогических наук, профессор Борис Михайлов. В своих мемуарах «На дне блокады и войны» он следующим образом описывает жизнь Валуек после оккупации, обращая внимание на привокзальную торговлю и на воцарившийся страх перед НКВД:
|  | Наконец, среди бела дня мы появились в Валуйках. Это наша первая встреча с крупным посёлком (железнодорожным узлом), бывшим в оккупации. Фашисты провели там всего несколько месяцев во второй половине 42-го года. Но дело не в сроках: каждый житель Валуек получил положенную ему в то время «Каинову печать» — ярко-черное клеймо: «Был в оккупации». Сейчас эти клейма поблекли, посерели, а кое у кого, особенно в рассказах современных молодых писателей, приобрели мученический или даже геройский оттенок. Автобиографические анкеты уже не требуют ответа: «Был ли ты, твои ближайшие родственники в плену и оккупации?» А тогда, полвека назад, в 1941— 1942 годах остаться на оккупированной территории, попасть в плен, расценивалось, как предательство. <…> Поэтому в эшелоне были свои — советские, русские, а там за окном в Валуйках — «те», в крайнем случае, «наши, бывшие в оккупации». «Их» должны проверять «органы». Среди «них» ходят полицаи, переодетые немецкие шпионы, предатели, в общем — враги. Говорят, их всех будут судить. Мы с любопытной настороженностью смотрим на «них». «Они» же все ещё необычно сторонятся военных, заглядывая на погоны (ведь Советская армия уходила из Валуек без погон). На станции сразу бросается в глаза большое количество бесцельно шатающихся «цивильных» мужчин. Именно цивильных, то есть гражданских из оккупации. Они не просто бродят, но что-то продают, покупают, меняют... Откуда они — эти мужики явно призывного возраста? Как они сумели пережить описываемые нашей пропагандой ужасы оккупации? И не просто пережить, а ещё торговаться с нами, покупая за наши деньги наши совсем нам не лишние офицерские пайки и вещи! Что они, также торговали при немцах, покупали у них и продавали им? Это казалось кощунством и сначала трудно усваивалось, по крайней мере, многими из нас. Но когда за 90 рублей был кем-то продан первый солдатский котелок соли, громко взыграла таящаяся в человеческом теле коммерческая жилка. Остановить её было невозможно. В широко распахнутые двери нашей теплушки с улицы полилась частнособственническая зараза, быстро пожирая возникший было за год училища коллективизм — это нежное и красивое творение классиков марксизма-ленинизма. Может быть, частная собственность при атаке на наши вагоны нашла здесь благоприятную почву, но «соляная лихорадка» охватила нас. Каждый в одиночку долбил железякой соль, ссыпал в котелок и взахлёб торговался на стихийных базарчиках: 100, 110, 120 рублей (!) котелок. Соль брали охотно. Валуйки освободили сравнительно недавно. Радость освобождения (у кого она была) давно прошла, и её место занял тяжёлый изнуряющий труд по восстановлению хозяйства, разрушенного фронтом, войной, фашистами. Повседневные заботы о хлебе насущном, липкий страх за своё недавнее оккупационное прошлое, ещё большая, чем до войны, боязнь НКВД... Особенно радоваться было некому и нечему. |

### Послевоенный период
Во время оккупации особенно сильно пострадал жилой фонд (было разрушено 34345 квадратных метров жилья), но к 1956 году город был полностью восстановлен. Всего материальных ценностей было уничтожено на сумму более 112 миллионов рублей в ценах того периода. Горожане воссоздали железнодорожный узел, в частности, вагонное и паровозное депо, а также промышленные предприятия, будь то мясокомбинат или маслоэкстракционный, ликёро-водочный и кирпичный заводы. Всё это позволило в короткие сроки превзойти довоенный уровень производства, и с 1954 по 1958 год валовой объём продукции местной промышленности удвоился. К 1962 году в городе функционировал хлебный завод. Кроме него, в эксплуатацию были введены также мельничный комбинат, кукурузокалибровочный, пивоваренный, обозостроительный, автотранспортный заводы, производственные мастерские Всероссийского общества слепых, ремонтно-строительные и снабженческие предприятия. Отдельно следует сказать о железнодорожной станции, на которой к 1963 году ежедневно разгружалось и нагружалось до ста и более вагонов: существенное увеличение грузооборота в сравнении с довоенными показателями было вызвано переводом в 1959—1961 годы участков Валуйки — Лиски и Валуйки — Купянск на тепловую тягу.
В послевоенный период правления Сталина население испытывало недостаток в снабжении хлебом. В июне 1949 года доведённые до отчаяния жители написали письмо в редакцию газеты «Комсомольская правда» от имени учащихся, в котором они просили о немедленной помощи и которое не было опубликовано. В обращении говорилось, что в единственный магазин города завозилось по 200—250 буханок, в то время как у торговой точки собирались тысячи людей. Недостаток хлеба привёл к тому, что на чёрном рынке его продавали по цене 20 рублей за буханку, и население не могло его покупать. Секретарь районного комитета ВЛКСМ объяснял проблемы с поставками «помощью Китаю». Среди жителей начинались волнения.
|  | Старики говорят, что раньше никогда и не думали о хлебе, его было как навозу, почему сейчас, при колхозном строе, при хороших урожаях, и нет хлеба? Где причина? Объясните и помогите. Мы, комсомольцы, болеем душой и о народе, о своих отцах и матерях. Когда посмотришь со стороны, что делается за хлебом, и думаешь, если бы тут был американец, сейчас бы, наверное, на весь мир по радио сообщил, что у нас нет хуже в мире. <…> Народ у нас мучается. Мы, молодёжь, форменным образом голодаем. Учёба на ум не идёт, а тут экзамены. Просто какое-то вредительство. Просим вас <…> похлопочите, чтобы Валуйки снабдили хлебом. Ибо районные и областные власти не внемлют обращению. Жуть, что делается. Ребята деревенские привозят из дому хлеб, сманивают девушек, те им отдаются, теряя свою честность. В педучилище ученик Сергеев двух девушек использовал за хлеб, об этом знают немногие, вот что делается в захолустном городке Валуйки. |

Указом Президиума Верховного Совета СССР от 6 января 1954 года была образована Белгородская область. Город Валуйки и Валуйский район вошли во состав новообразованного региона, при этом границы Валуйского района при переходе из Курской области в Белгородскую не изменились. В настоящее время город является одним из промышленных центров Белгородской области, и преобладающей остаётся пищевая промышленность.
С 1972 по 1976 год в местной тюрьме отбывал наказание политический заключённый Лазарь Любарский, боровшийся за право свободного выезда в Израиль: ростовский суд приговорил его к четырём годам заключения, поскольку он, «будучи недовольным своим положением в советском обществе, в течение 1970-72 годов занимался изготовлением и распространением в письменной форме заведомо ложных измышлений, порочащих советский государственный и общественный строй». Любарский вспоминал, что — хотя основным контингентом валуйской колонии были преступники, например, воры и грабители — там также находилось около 50 инакомыслящих, в числе которых выделялись грузинские, молдавские, украинские националисты, а также баптисты и представители иных религиозных деноминаций, которые «держались особняком». Отношения Любарского с тюремным начальством не сложились: его регулярно вызывал к себе начальник оперативного отдела и демонстрировал ему пришедшие на его имя письма. «Это все твои зарубежные работодатели пишут, — комментировал он. — Те, кто платил тебе за твою антисоветскую пропаганду». Любарскому отказали в просьбе отпустить его на похороны матери и отца.

## Современность
В 1990-е годы наблюдался незначительный рост населения, но уже в 2010-х годах его численность падает. Французская газета Libération в статье 2003 года объясняла такое демографическое положение миграциями с депрессивного севера на юг, приводя в пример историю «типичной» семьи, решившейся на переезд:
|  | В Талнахе, в городке-спутнике Норильска, который вырос в 1965 году как гриб после дождя, когда там обнаружили новое никелевое месторождение, семья Мелиховых с тремя детьми уже собрала чемоданы. Будучи многодетной семьёй, они имеют приоритетное право на помощь Всемирного банка и с большим удовольствием переезжают в Валуйки, маленький город в Белгородской области недалеко от украинской границы. Мать Валентина, 35-летняя медсестра, родилась в Норильске. Её родители прибыли туда в 1956 году по инициативе Комсомола, чтобы построить инфраструктуру для разработки новых месторождений. Распад СССР и переход к рыночной экономике существенно сказались на доходах семьи, так что Мелиховы больше не могут позволить себе проживать в таких тяжёлых условиях. «Раньше вы могли найти все по доступным ценам, и они были стабильными», — говорит Валентина. «Вы могли планировать свой бюджет, делая сбережения. В 1988-1989 годах я получала 150 рублей ежемесячно — хорошую зарплату — и могла откладывать 50 рублей. Сегодня я зарабатываю 6000 рублей. Мой муж, водитель такси, зарабатывает 10 000. Но нам больше нечего откладывать». В Валуйках они, вероятно, не заработают и треть этой суммы. К тому же, у них не будет семейных пособий, которые выплачивает мэрия Норильска. И все равно расходы уменьшатся. В частности, они будут меньше тратить на электричество, которое дорого обходится с 45 днями полярной ночи и с шестью месяцами без солнца. Расходы на одежду тоже обусловлены холодной погодой. «И самое главное, у нас будет огород, который даже позволит нам экономить». |

В июле 2011 года в Валуйках состоялся «сход» 150 жителей, выступивших против переименования улицы Ленина в улицу Никольскую. По словам представителей КПРФ, которые собрали 400 подписей против переименования, жителей об этом не предупредили, не было ни общественных слушаний ни публикации в печати. В повестке дня городского собрания Валуек вопрос о переименовании улицы спрятали в категорию «разное». Из 20 депутатов городского собрания на сессии присутствовали 10 человек, из которых 4 проголосовали против переименования, а двое воздержались от голосования. «Все выступавшие на встрече жители категорически против переименования и гордятся тем, что улица, на которой они живут, носит имя Ленина», — отмечалось на сайте КПРФ. Несмотря на это, улица была переименована. Леонид Константинов, протоиерей одного из соборов Белгорода, выразил мнение, согласно которому улицу переименовали «по просьбе валуйчан», поскольку она вела к реконструируемому Свято-Николаевскому храму. При этом Леонид Константинов сказал, что решение было принято на «очередном заседании попечительского совета», ответственного за реконструкцию храма, а не городским собранием.

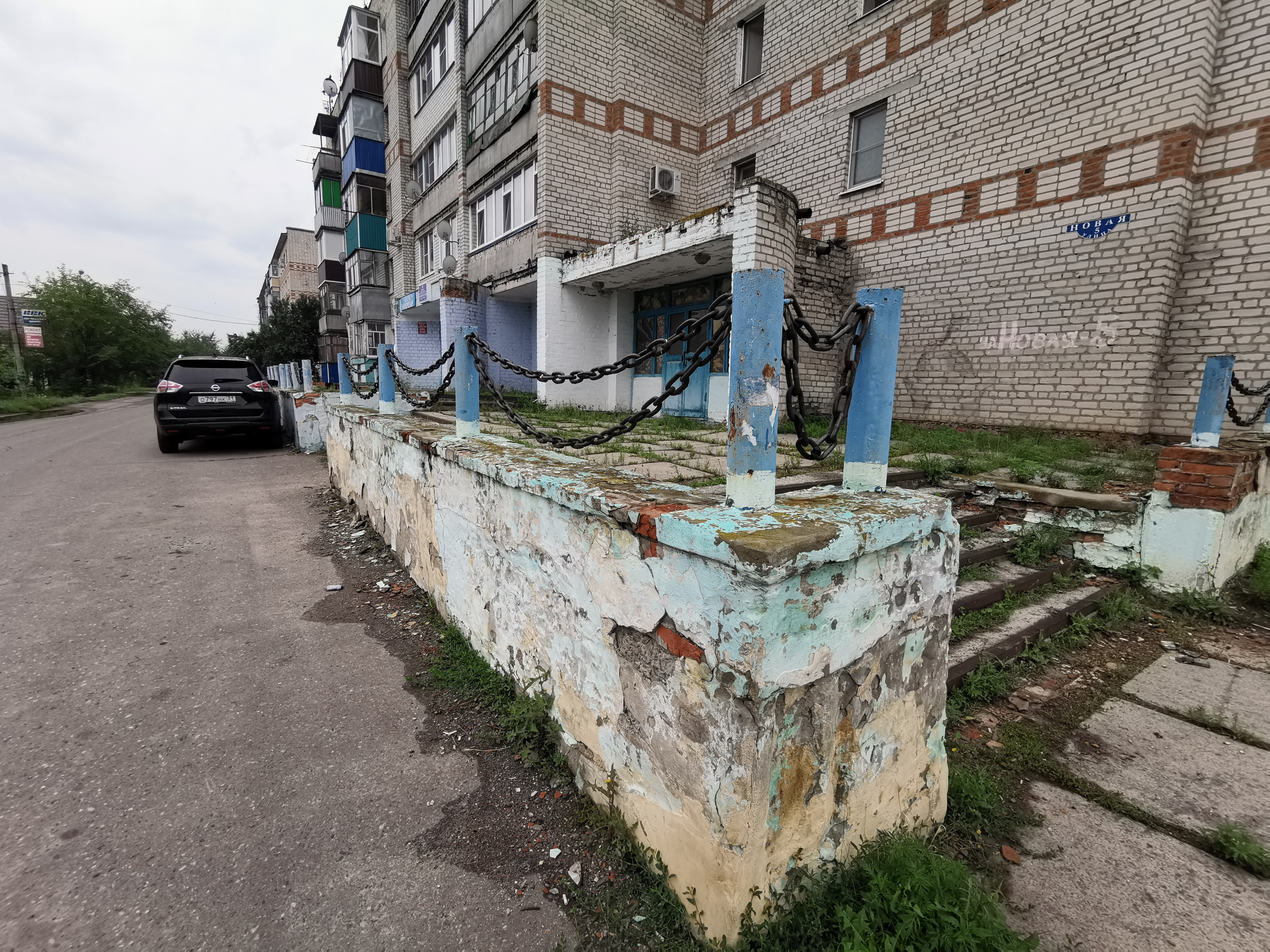
Городской ландшафт южной части Валуек в 2019 году

В апреле 2014 года международное информационное агентство Reuters, а также польские, чешские и украинские источники сообщали о том, что на аэродроме города было обнаружено базирование вертолётов Ми-24 и Ка-52. Источники интерпретировали это событие с точки зрения общей тенденции России к наращиванию войск на границе с Украиной. Районное издание уведомило население, что аэродром стал местом дислокации войсковой части армейской авиации, прибывшей для проведения учебно-тренировочных мероприятий по подготовке военнослужащих и техники к выполнению боевых заданий.
В сентябре 2015 года прессе стало известно о том, что Россия намерена строить большую военную базу на 300 гектарах около города. Предполагалось, что будут возведены девять казарм, готовые принять 3500 солдат, склады для хранения ракетно-артиллерийских вооружений и других боеприпасов общей площадью более 6000 квадратных метров, большой учебный комплекс и медицинский центр с госпиталем на 50 коек, который мог быть значительно расширен в случае «массового поступления раненых». Кроме того в базовом военном городке намеревались разместить инфраструктуру для армейской авиации (военно-транспортных и ударных вертолётов). Корреспонденты полагали, что там будут готовить специалистов, в частности, артиллерии, ПВО, а также обучать работе с танками, БМП и БТР. В конце концов, военная база была построена. В Валуйки из Самары передислоцировали 23-ю отдельную гвардейскую мотострелковую бригаду, преобразованную в 752-й гвардейский мотострелковый полк.
Город является логистическим узлом для переброски войск в Луганскую область, в район города Сватово.